# Geschichte der Tuchindustrie in Cottbus
Die Geschichte der Tuchindustrie in Cottbus vollzog sich über mehrere Jahrhunderte. Das Gebiet in und um Cottbus bot hierfür gute Voraussetzungen. Die Herstellung von Wolle und Flachs war bereits im Mittelalter in der Region selbstverständlicher Bestandteil des ländlichen Lebens.

## Die Entwicklung des Tuchhandwerks bis zur Industrialisierung
Durch die Einwanderung der flandrischen Weber im 12. Jahrhundert und die Privilegien von Hans von Cottbus im 14. Jahrhundert erlebte Cottbus über die Jahrhunderte Aufschwung und Niedergang in der Tuchindustrie. Das Textilgewerbe hat in Cottbus eine lange Tradition. Der Übergang von der kleingewerblichen, noch handwerklich geprägten zur industriellen Textilherstellung vollzog sich in Cottbus erst im letzten Drittel des 19. Jahrhunderts. Die Herstellung von Wolle und Flachs für den Eigenbedarf war bereits seit dem Mittelalter in vielen Regionen selbstverständlicher Bestandteil des ländlichen Lebens.
In die Niederlausitz wanderten seit dem 12. Jahrhundert erste flandrische Weber ein. Durch sie wurde im 13. Jahrhundert das Spinnrad in Cottbus bekannt. Mit ihren Kenntnissen und Fertigkeiten begründeten sie die Tuchmacherei, die im 14. und 15. Jahrhundert für die Stadt bestimmend wurde. Für die Tuchmacher boten sich äußerst gute Bedingungen in Cottbus. Um Material für ihr Gewerbe zu erzeugen, wurden zwischen Cottbus und Lübben weite Flächen für den Flachsanbau urbar gemacht, das Klima war für den Flachsanbau gut. Es waren große Weideflächen für die Schafzucht vorhanden, die Schafwolle ein begehrtes Produkt.
Um 1300 war die Arbeitsteilung zwischen Tuchmachern und Leinewebern noch stark verbreitet. Die Leineweber stellten für den bäuerlichen Alltag grobe, ungefärbte Ware zu niedrigen Preisen her, die veredelten Fasern der Tuchmacher dagegen waren auf die Ansprüche der städtischen Kultur ausgerichtet.
Am 11. Mai 1405 beglaubigte Hans von Cottbus den Zünften der Tuchmacher und Leineweber das „Gewandmacherprivileg“. Es ist das älteste erhaltene Dokument einer Zunft in Cottbus.
Durch Luther von Cottbus fanden die Privilegien der Tuchmacher und Leineweber am 1. Juni 1443 ihre Bestätigung, und erstmals fand zu der Zeit das Gewerk der Garnmacher Erwähnung.

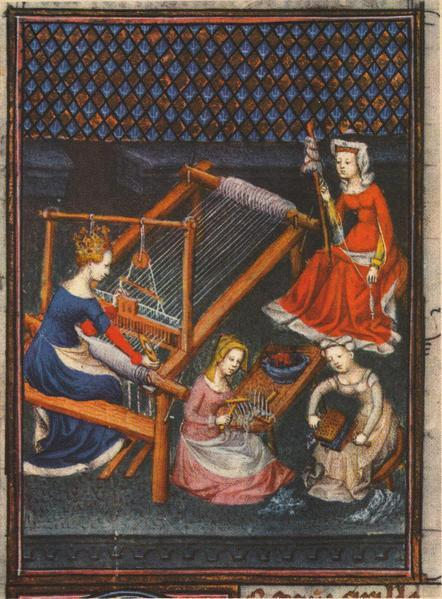

Das 1501 erteilte Privileg zur Durchführung von zwei Wollmärkten weist auf die Bedeutung von Cottbus in dieser Zeit hin. Die Bauern, die in der Niederlausitz Schafzucht betrieben, sollten ihre Wolle hier und nicht in Sachsen oder Schlesien vertreiben. Cottbuser Tuche waren in Böhmen, Sachsen und Brandenburg sehr begehrt. Wie die Stadt, so durchlebte auch die Tuchmacherei Aufschwungs- und Niedergangsphasen. Der Dreißigjährige Krieg vernichtete das Gewerbe fast vollständig. Einen Aufschwung brachten dann die hugenottischen Glaubensflüchtlinge, durch sie kam nach 1701 die Tuchmacherei wieder in Gang. Den wirtschaftlichen Aufschwung erlebte Cottbus zu Beginn des 18. Jahrhunderts. Cottbuser Tuche waren jetzt in Dänemark, Schweden, im Elsass und Amerika bekannt.
Vor der Industrialisierung waren mehrere Spinner erforderlich, um einen Weber mit ausreichend Garn zu beliefern. Dieses Missverhältnis zwischen Spinner und Weber verschob sich noch, als der sogenannte „Schnellschützen“ (fliegendes Weberschiffchen) bei den Webern Einzug fand. Es wurden immer mehr Spinner benötigt, um ausreichend Garn zur Verfügung zu haben.
1726 wurde beschlossen, vor den Toren der Stadt die Ansiedlung sächsischer Wollspinner im Bereich Ostrow, Neustadt zu ermöglichen. Hier sollten „gute Werkstätten für die Tuchmacher sowie die Loh- und Weißgerber“ geschaffen werden. Da der Bau nicht voranging, befahl Friedrich II. im März 1752 die Erbauung von sechs Wollspinnhäusern. Zuerst entstanden die Gerberhäuser am Mühlgraben, danach entstanden weitere 20 Häuser.
Im Juli 1755 übernahmen fünf Cottbuser Tuchmacher den weiteren Bau von Wollspinnhäusern. Sie waren 1759 fertig, das Vorhaben war abgeschlossen. Die Ansiedlung erfolgte außerhalb der Stadt, im Dorf Ostrow. Der Tuchhandel brachte viel Geld in die Stadt Cottbus. 1734 bestimmte ein Generalprivileg Friedrich Wilhelms I. für die Tuchmacher, „dass nur so viel Meister sich in der Stadt niederlassen, wie Nahrung ist“. Der Alte Fritz zog aber mit Privilegien wie „freie Wohnung, Steuerfreiheit, Reisegeld“ immer mehr fremde Wollspinner nach Cottbus. So waren im Jahr 1765 in der Tuchfabrikation 107 Meister und 36 Gesellen beschäftigt, um 1800 dagegen bereits 215 Meister, 206 Gesellen, 90 Lehrjungen und 1326 Wollspinner. 1759 hatte der Tuchhändler Lobedan das zehnfache an Einkommen im Vergleich zum Oberbürgermeister.
Im starken Maße war es der Förderpolitik des preußischen Königs zu verdanken, dass die Stadt Cottbus eine zweite wirtschaftliche Blütezeit im 18. Jahrhundert erlebte. Es gab eine Menge an Veränderungen, besonders positive für das Tuchmacherhandwerk. Das waren Einfuhrverbote für ausländische Tuche und Wollwaren und Begünstigungen bei der Gründung von Manufakturen und der Ansiedlung von Tuchmachern. Für das Jahr 1874/75 waren laut Cottbuser Adressbuch bereits 118 Tuchfabrikanten aufgeführt. Von 1807 bis 1813 gehörte die Stadt Cottbus zu Sachsen. Durch die sächsische Verwaltung erfolgte die Ausschaltung der Cottbuser Tuchproduktion, um die Konkurrenz zu vermeiden.
Nach den Freiheitskriegen (1813–1815) nahm das Tuchgewerbe wieder einen lebhaften Fortschritt, auch durch die Gründung des Deutschen Zollvereins (1834). Politisch stärkte der Deutsche Zollverein die Vormachtstellung Preußens. Zölle wurden nur noch von Leuten verlangt, die von fremden Gebieten ins Gebiet des Deutschen Zollvereins reisten.

### Rohstoffgewinnung für das Tuchhandwerk

#### Flachs und Schafwolle
Schon die alten Ägypter, Griechen und die Kelten kannten die Bedeutung und den Nutzen, der von dieser Pflanze ausging. Von den Ägyptern ist bekannt, dass sie Flachs schon 5000 bis 4000 vor Christus angebaut haben. Sehr zeitig fand man heraus, dass man aus dieser Pflanze nach entsprechender Behandlung ein Leinentuch zur Herstellung von Kleidung gewinnen konnte. In der Lausitz entwickelte sich die Leinenweberei schon seit dem 13. Jahrhundert zu einem eigenständigen Gewerbe. Aber bis dahin war es ein langer und mühsamer Weg, denn erst musste die Saat ausgebracht werden, was etwa am einhundertsten Tag des Jahres erfolgen sollte. Weitere 100 Tage wuchs der Flachs heran und konnte geerntet werden. Die mühsame Arbeit begann allerdings erst nach der Ernte.
Vor dem Ausreifen der Kapseln wurde der Flachs geerntet – nicht gemäht, sondern gerupft, zu kleinen Bündeln zusammengerafft und auf dem Feld in Garben zum Trocknen aufgestellt. Nach dem Lösen der Kapseln – aus denen Leinöl gepresst wurde – kam der Flachs zur Tauröste, das heißt, er wurde auf feuchten Wiesen ausgelegt (in manchen Gegenden bekam er auch direkt ein Wasserbad) und anschließend getrocknet, um ihn brüchiger zu machen. Die Weiterverarbeitung geschah dann auf einer Brechbank, wo die kleinen Stängelreste zu Boden fielen und man nur noch die Faser in der Hand behielt. Diese Fasern wurden dann gehechelt, das heißt durch ein mit langen Nägeln bestücktes Brett gezogen. Je öfter man dies machte, desto feiner wurde die Kernfaser, die dann zum Spinnen benutzt wurde. Die Kernfasern wurden zu einem Gebinde zusammengeknotet und waren damit zum Spinnen fertig. In den Wintermonaten, wenn die Feldarbeit ruhte, trafen sich die Frauen aus einem Ort, um die Flachsgebinde zu einem Faden zu spinnen. Dies geschah meist reihum auf einem anderen Gehöft und man kann sich vorstellen, dass da nicht immer nur ein Faden gesponnen wurde. Überwiegend wurde der gewonnene Faden dann in einer Aschenlauge gekocht, dann war er für die Arbeit des Webers vorbereitet. Im 19. Jahrhundert verlor der Flachs durch das starke Vordringen der Baumwolle zunehmend an Bedeutung. Ende des 19. Jahrhunderts war der Baumwollanteil in Europa auf 74 % emporgeschnellt, während die Anteile an Schafwolle auf 20 % und an Flachs auf 6 % zurückgingen. In der Nachkriegszeit ging der Leinanbau sehr stark zurück, 1957 war er in Westdeutschland und 1979 in Ostdeutschland bis auf geringe Restflächen verschwunden. Heute ist der Flachsanbau in Deutschland kaum mehr von Bedeutung. Wenn doch, dann nur noch auf wenigen Biohöfen zur Leinölgewinnung oder in der Umgebung von Cottbus in einigen Kräutergärten als Heilpflanze (2005 war Flachs die Heilpflanze des Jahres). Bekannt ist den meisten Menschen der Leinsamen heute nur noch aus der Herstellung von Backwaren.

### Vorindustrielles Spinnen
Am Beginn der Tuchproduktion stand die Schafschur, sie erfolgte zweimal im Jahr. Die Wolle wurde sortiert und gewaschen. Da beim Spülen im Fließwasser Materialverluste auftraten, wurde angeordnet, dass die Schafe vor der Schur gewaschen werden mussten. Nach der Schur wurde die Wolle getrocknet, geklopft, gezupft und anschließend mit Schmalz eingerieben, um die Faser geschmeidig zu halten. Um das Material spinnen zu können, wurde die Faser über ein Kniebrett verstrichen, sie wurde gekämmt.

### Weben
Dem Weben als Arbeitsprozess gingen noch einige Arbeitsschritte voraus: das Aufspulen des Schussgarns, das Leimen, um das Garn geschmeidig zu machen und das Aufbäumen der Kettfäden am Webstuhl. Bis 1870 erfolgten diese Arbeiten ausschließlich in Handarbeit, der Webstuhl selbst wurde mit Händen und Füßen betrieben.

### Bleichen
Rasenbleiche: Textilien bestanden noch bis Anfang des 20. Jahrhunderts in Mitteleuropa überwiegend aus Leinen und Wolle, bevor die Baumwolle immer mehr die Oberhand gewann und nach 1935 die Kunstfaser ihren Siegeszug antrat. Leinen wurde aus den Stängeln der Flachspflanze gewonnen. Diese Flachsfasern enthalten als Rohware natürliche farbige Restsubstanzen. Im Verarbeitungsprozess bilden sich braune Abbauprodukte, die im Tuch zu sehen sind. Um den „reinen“ Eindruck zu erreichen, wurden die Wäschestücke auf den Flusswiesen in der Nähe von Waschstellen außerhalb der Städte ausgelegt. Das „Ausbleichen“ wurde von der Sonne erledigt. Den Geweben wurde so eine bleiche (also hellere) Farbe gegeben. Neben den Färbern und Wäschern gab es dazu einen eigenen Berufsstand, die Bleicher, die in vielen Städten ihre eigene Zunft bildeten. Für Leinen war diese Nachbearbeitung des Bleichens wichtig, dabei wurde der gefärbte „Faserleim“ des Flachses aus den Leinengeweben beseitigt, da dieser dem Leinen den groben „bäuerlichen“ Ruf brachte. Es entstand sogenanntes „feines“ Leinen, welches aufwendiger bearbeitet und auf jeden Fall intensiver gebleicht war. Für das aufkommende Baumwollgewebe war diese Rasenbleiche ebenfalls geeignet. Die Haushaltswäsche wurde bis in die 1970er Jahre auf dem „Rasenplatz“ unter den Wäschepfählen getrocknet und gleichzeitig gebleicht, eine Methode, die heute noch in verschiedenen Ländern genutzt wird. Bei der Rasenbleiche ablaufende chemische Prozesse sind auch die Grundlage für die modernen Wasch- und Bleichmittel. Wichtig für die Weiterverarbeitung der Textilien war vor allem deren Vorbehandlung. Es wurden überwiegend zwei Rohstoffe zum Herstellen von Textilien benutzt – Wolle und Flachs. Die entstandenen Fasern aus beiden Rohstoffen hatten den Nachteil, dass sie farbige Restsubstanzen enthielten, die nicht in den Textilien belassen werden konnten. Um einen reinen, hellen Eindruck zu erreichen, wurden die Wäschestücke zunächst gewaschen und dann an den Flusswiesen in der Nähe von Waschstellen überwiegend in ländlicher Umgebung ausgelegt („Rasenbleiche“). Es handelte sich dabei um ein ganz einfaches Verfahren, das überwiegend der Natur überlassen wurde. Wichtig war dabei, dass die Wäsche ständig nass gehalten wurde und der Rasen nicht zu lang und auch nicht zu kurz gehalten wurde, um genügend Luft unter der Wäsche zu haben. Im Winter hat man die Wäsche auf frisch gefallenem Schnee ausgelegt oder sie auf der Leine dem Frost ausgesetzt. Unter dem Einfluss der Sonne, dem enthaltenen Wasser und dem Sauerstoff aus dem Rasen oder der Luft entstanden kleine Mengen Wasserstoffperoxid.
Die Rasenbleiche kam noch bis weit in die 1970er Jahre zur Anwendung und war die Vorstufe zum industriellen Bleichen in der Waschmaschine, wo die benötigten chemischen Verbindungen schon im Waschmittel enthalten sind. In der Textilindustrie werden zum Teil schon die Garne diesem Prozess unterzogen, so wird ein Bleichen nach der Verarbeitung überflüssig. Für den Cottbuser Raum war vor allem die „Bleiche“ in Burg (Spreewald) – heutiges Resort und Spa Hotel – bekannt dafür. In Burg deuten noch einige Ortsbezeichnungen wie zum Beispiel der „Leineweber“ oder das Leineweberviertel (ca. 1748–1850), auch „Weberfabrik“ genannt, darauf hin, dass hier in früheren Jahren unter Mitwirkung aller Familienangehörigen produziert wurde. Ein 18-Stunden-Tag war da keine Seltenheit und von dem Verdienst konnte keiner reich werden. In Deutschland setzte sich die rasante Entwicklung der Textilindustrie, insbesondere die maschinelle Verarbeitung von Baumwolle, durch. Herkömmliche Bearbeitungsverfahren wie die traditionelle Rasenbleiche wurden zu zeitaufwändig und sollten durch schnellere, effizientere Methoden ersetzt werden. Bekannt ist aber, dass in anderen Ländern, vor allem den Entwicklungsländern, noch heute die Rasenbleiche zur Anwendung kommt und dies nicht nur für die Menschen von Vorteil ist. Abgesehen von der Umweltbelastung beim chemischen Bleichen wird auch die Haut der Menschen sehr durch diese Verfahren beansprucht. In der heutigen industriellen Textilreinigung und der Textilverarbeitung wird überwiegend die chlorbasierte Bleiche eingesetzt, während man im Haushalt eine auf Sauerstoff basierende Bleiche nutzt. Welche Bleiche für den menschlichen Organismus die ungefährlichere Variante ist, kann man unschwer selbst erkennen. Wasserstoffperoxid und Natronlauge müssen nach der chemischen Bleiche sehr gewissenhaft wieder ausgewaschen werden um Hautreizungen zu vermeiden.

## Entwicklung des Tuchhandwerks während der Industrialisierung
Am 10. Juni 1816 errichteten die Gebrüder William Cockerill, Junior und John Cockerill aus England im leerstehenden Schlossbau Cottbus die erste dampfbetriebene Wollgarnspinnerei. Sie leiteten damit den Übergang vom handwerklichen Familienbetrieb zur maschinell fabrikmäßigen Produktion ein.
Die Schlossspinnerei leitete William Cockerill bis zu seinem Tod 1847. Daneben betrieben bis 1843 nur die Gebrüder Lutze eine Dampfspinnerei in Cottbus.
1843 gab es nur 17 Spinnereien, 1874 existierten bereits zehn vollständige Fabriken. Die meisten der Fabriken wurden an der Spree erbaut. Die Loh- und Weißgerber benötigten für ihr Handwerk das Wasser der Spree oder des Mühlgrabens.
Schon 1799 installierte William Cockerill in Verviers (Belgien) die erste Woll-Spinnmaschine. Der Name Cockerill war eng verbunden mit der Einführung englischer Maschinen in der deutschen Industrie. Die Cockerills galten damit auch als „die Totengräber des Tuchmacherhandwerks“. Den Brüdern Cockerill kam die Rolle von Pionieren zu, sie verhalfen maßgeblich dem historischen Fortschritt zum Durchbruch. Die Cockerills waren erfahrene Fabrikanten in der Textil- und Maschinenbaubranche und gehörten 1830 zu den bekanntesten Maschinenproduzenten Preußens.
Selbstständig in direkter Heimarbeit arbeiteten 1833 nur noch 133 Tuchmacher. Eine Spezialisierung in Spinner, Weber, Tuchscherer und Bereiter erfolgte erst im 18. Jahrhundert. Der Tuchhandel trennte sich immer mehr vom Handwerk. 1845 gab es in Cottbus 253 mechanische und 2 dampfbetriebene Webstühle.
Moderne Großbetriebe entstanden im 19. Jahrhundert mit dem Ausbau des Verkehrs und der Entwicklung eines mechanisierten Maschinenparks. Die erste Fabrikkonzession nach den Cockerills erhielt im Oktober 1835 Heinrich Kittel von der preußischen Regierung. Er vereinte Spinnerei, Weberei, Walke und Appretur unter einer Leitung. Noch wurden die alten Maschinen von einem Pferdegöpel angetrieben. Heinrich Kittel betrieb in seiner Fabrik in Madlow an der Spree ab 1840 die beiden ersten Cartwright’schen mechanischen Webstühle. Es waren die Anfänge der Großbetriebe in der Cottbuser Textilindustrie.
Anfang der vierziger Jahre waren neben Dampfmaschinen und die Jacquardwebstühle vorherrschend. Die Entwicklung der Dampfmaschine zum Antrieb von Spinnmaschinen war ein Symbol für den Übergang von Handwerk und Manufaktur zur Industrie. Im Laufe der Industrialisierung wurde die Heimarbeit von der Fabrikarbeit abgelöst. Der Tuchmacher Friedrich August Kittel wechselte im Alter von 46 Jahren seinen Beruf.
Er eröffnete am 2. Januar 1840 in seinem Haus (Ort nicht bekannt) eine „Kinder-Gewahr-Anstalt“. Es war die erste hiesige „Kindertagesstätte“. Sie war nötig, da die sich entwickelnde Tuchindustrie neue Arbeitskräfte brauchte, auch Mütter wurden in den Fabriken gebraucht. Die Zeit der Heimarbeit war vorbei, es gab 11 Tuchfabriken und 32 Zunftmeister, die 169 Textilmaschinen aufgestellt hatten.

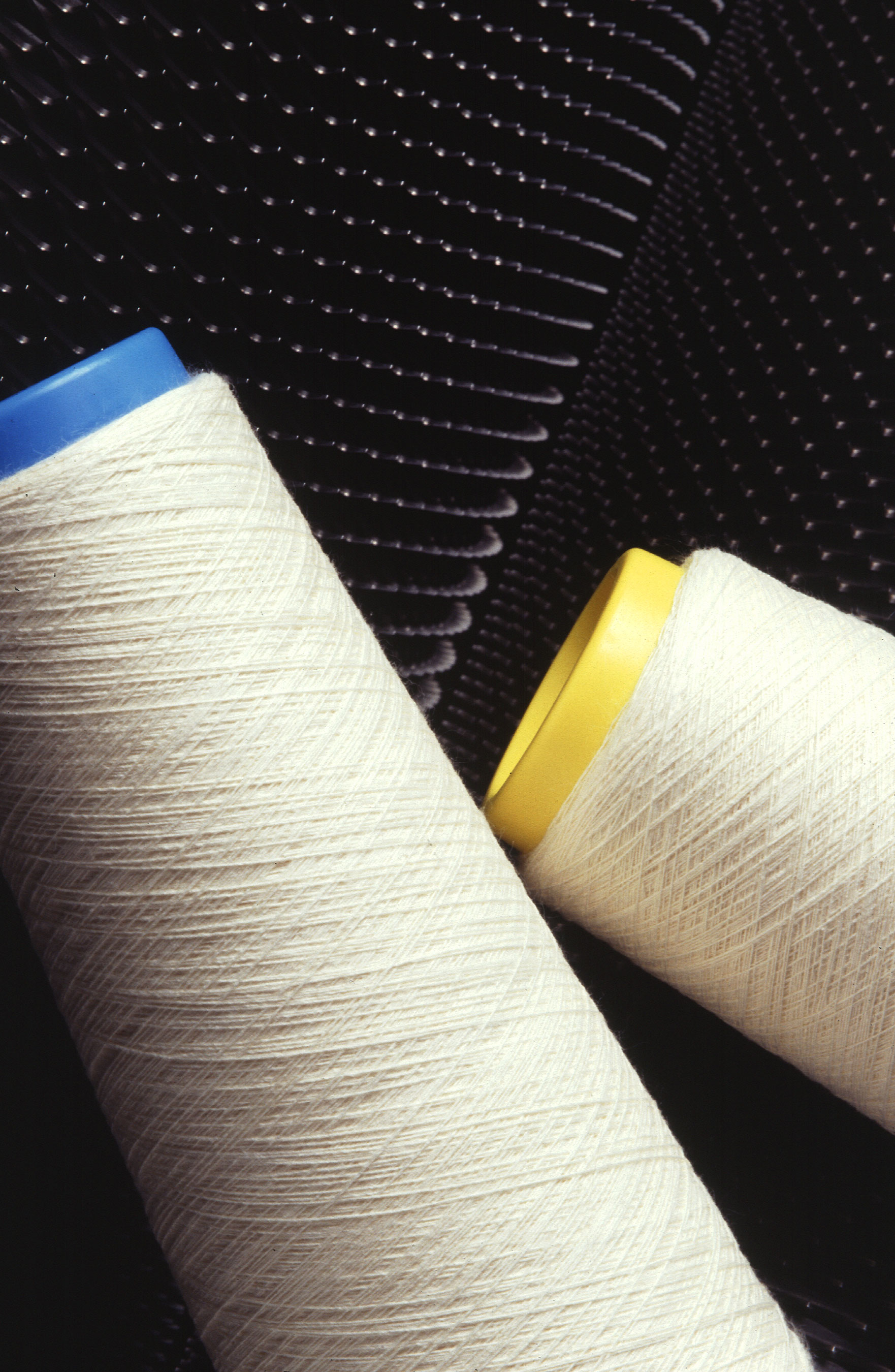
Konische Garnspulen ungefärbt

Im 18. Jahrhundert wurde ein weiterentwickeltes Verfahren zum Spinnen (Selfaktoren) auch in Cottbus angewandt. Etwa um 1870 standen die ersten Selfaktoren, automatisch arbeitende Spinnmaschinen, auch in Cottbus. Der Selfaktor wurde von einem qualifizierten Arbeiter bedient, der alle notwendigen Arbeitsschritte beim Herstellen von Fäden beherrschte. In der Tuchindustrie der Niederlausitz wurden in dieser Zeit ca. 11.000 Tonnen Wolle verarbeitet, davon benötigten die Cottbuser Tuchmacher etwa 1.600 Tonnen. Die beiden Unternehmer Grovermann & Hoppe begründeten in der späteren Ewald-Haase-Straße eine Kammgarnfabrik.
Christoph Hasselbach und Adolf Westerkamp führten 1868 ihre bisher getrennten Unternehmen zusammen. Sie vereinten nun Vollwäscherei, Färberei, Spinnerei, Zwirnerei, Weberei, Walke und Appretur unter dem Firmennamen „Hasselbach & Westerkamp“. 1880 kauften sie außerdem die seit 1862 bestehende Textilfabrik von A. Ziesche in der Ostrower Straße. Ludwig Polscher gründete eine Tuchfabrik mit zwei Standorten in den Räumen der Maschinenfabrik AG in der Parzellenstraße 93 und am Ostrower Damm 11.
Neben der Tuchindustrie bildete sich in Cottbus eine starke Teppich- und Leinenindustrie heraus. Seit Mitte des 19. Jahrhunderts stellte man in Cottbus auch technische Textilien her. 1848 gründete G. L. Schmogrow eine Segeltuchweberei, damit gab es auch in der Leinenweberei einen Großbetrieb. Das Unternehmen ist heute ein starker Partner in der Zeltbranche und besteht immer noch als Privatbetrieb in der Hubertstraße in Cottbus unter der Firmierung „Tega Planen und Zelte GmbH“.
Unter dem Namen Smyrnaer Teppichfabrik erfolgte 1861 die Gründung des ersten Cottbuser Teppichknüpfbetriebes. Die Fabrik gehörte um 1920 zu den marktbeherrschenden Teppichherstellern in Deutschland, hier wurden Teppiche mit persischer oder orientalischer Musterung hergestellt. Die Smyrnaer Teppichfabrik wurde 1947 nach Hannover verlagert. Die Betriebe der Teppichherstellung wurden erst 1972 verstaatlicht und 1991 stillgelegt. Ende des 18. Jahrhunderts gehörten die Familien Lutze, Liersch, Schmidt und Koppe zu den Tuchmachern, die die meisten Tuche in Cottbus herstellten.
Bis in die 1960er Jahre wurde in Cottbus an Webmaschinen gearbeitet, bei denen sich das Schiffchen im freien Flug befand, daher war der Arbeitsprozess immer mit einer gewissen Unsicherheit behaftet. In Cottbus stellte man bis 1842 nur einfarbige Tuche mit verschiedenen Farbabstufungen her.
Färben der Tuche: Je nach gewünschtem Farbton wurde das Tuch einem „Schwarzfärber“ oder einem „Schönfärber“ übergeben. In Cottbus dominierten die Schwarzfärber. 1785 waren acht Schwarzfärber aufgezeichnet, aber nur ein Schönfärber. Als ersten Farbstoff verwendete man 1856 das malvenfarbige Mauvein aus Steinkohlenteer. Damit wurden die natürlichen Farbstoffe schnell verdrängt. Durch die Herstellung und Anwendung der neuen Teerfarbstoffe kam es zu erheblichen Schädigungen der Flüsse und des Grundwassers. Für die wirtschaftliche Entwicklung der Stadt Cottbus war auch die Gründung der Tuchfabrik H. Jaeger am 1. August 1860 bedeutend. Zum eigentlichen Aufschwung kam es aber danach, es entstanden zahlreiche Großbetriebe. Bereits um 1840 Jahren entstand die Tuchfabrik Kahle, die der Fabrikant Lutze weiterführte. Im Jahr 1852 begann die Valtesche Fabrik ihre Arbeit, sie wurde später von S. und E. Neumann übernommen.
Weitere Tuchfabriken entstanden in der Folgezeit: 1860 die Fabrik von Eschenhagen, 1861 von Sommerfeld, 1862 von Vogel, 1863 von Tietze jun. und Hübner, 1865 von Handreke, 1868 von Hasselbach & Westerkamp, 1869 von Samson, 1870 von den Brüdern Krüger, 1875 von H. Löw, 1876 von Grünebaum und Kaufmann, 1879 von Duch & Hamann und Eschenhagen, 1880 von Polscher, 1882 von den Brüdern Fritsch, 1880 von Grovermann & Hoppe, 1884 von Textor und Prochatschek, 1888 von Jürss & Elger, 1889 von Hellwig, 1890 von Mayer & Co. und 1891 von W. Westerkamp. Die große Zahl der Tuchfabriken veränderten das gesamte Cottbuser Stadtbild. In der Tuchmacher-Industrie gab es aber auch heftigste soziale Auseinandersetzungen. 1848 zogen Demonstranten durch die Stadt, sie forderten eine gerechte Verteilung der Arbeit und höhere Löhne. Die Arbeiter protestierten auch gegen die schlechte Arbeit der Stadtverwaltung, gegen hohe Steuern und zu hohe Preise. Als Folge der Unruhen wurde Oberbürgermeister Roemelt pensioniert. Er hatte versucht, mit einem „Armen-Statut“ die Stadt an der Beseitigung der größten Ungerechtigkeiten zu beteiligen. Für Jahrzehnte bestimmten Tuchfabriken das Bild der Stadt, es entstanden zudem noch zahlreiche Zulieferfirmen und Konfektionsbetriebe, aber auch Tuchgroßhandlungen und Spezialbetriebe für die Färberei und Appretur.
Waren 1860 nur etwa 1900 Arbeiter in der Tuchindustrie tätig, so waren es dreißig Jahre später schon über 5900.
Spätestens mit dem Anschluss an das deutsche Eisenbahnnetz ab 1866 (Linie Berlin–Cottbus–Görlitz) war das provinzielle Dasein von Cottbus als Tuchmacherstädtchen zu Ende.
Cottbus entwickelte sich zu einer industriellen Mittelstadt und später zu einer führenden Textilindustriestadt. Das eingemeindete Ostrow wurde dabei aufgrund der günstigen Lage an der Spree zu einem bevorzugten Textilindustriestandort. Neben der Neustadt, in der vorwiegend noch der Manufaktur ähnliche Zustande herrschten, etablierten sich in Ostrow große Tuchfabriken, Spinnereien und Wolltuchfabriken. Die industrielle Tuchproduktion nahm in Cottbus bis 1900 einen enormen Aufschwung.
1873 erhielt die Vereinigung der Cottbuser und Peitzer Wollfabrikanten auf der Weltausstellung in Wien eine Fortschrittsmedaille. 1870 wurden in Cottbus neben 269 Handwebstühlen schon 525 mechanische Stühle genutzt.
Im 19. Jahrhundert nahm die Lausitzer Textilindustrie mit Schwerpunkten in Forst und Cottbus einen stürmischen Aufschwung und verdrängte England von der Weltspitze. Das hier hergestellte Tuch war so gut in seiner Qualität, dass man glauben konnte, es wäre in England hergestellt worden.
Am 3. Juni 1898 bekam Cottbus sein textiles Wissenschaftszentrum, die „Preußische Höhere Fachschule“ für Textilindustrie. Sie wurde die Stätte zur Ausbildung von Fachleuten im textilen kaufmännischen und erzeugenden Bereich. Der Fabrikantenverein nahm die eigenen Interessen fest in die Hand, auch die Entwicklung der Fachkräfte. Bereits 1883 richtete er in der Bautzener Straße 154, später am Gerichtsplatz, eine private Webschule ein, die 1896 den Status einer Höheren Fachschule für Textilindustrie erreichte.

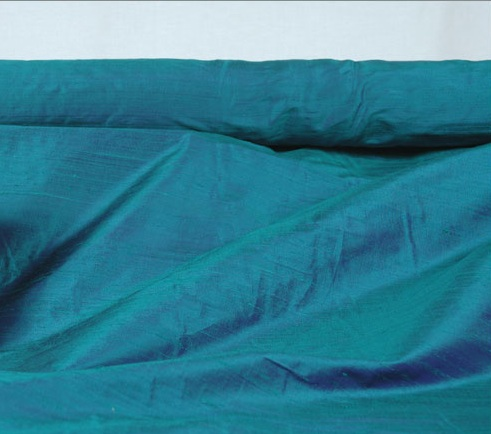
Dupionseide

Ein Schulgebäude mit praktischem Lehr- und Experimentierbereich wurde erforderlich. 1896 begann man mit einem Neubau in der Saspower Straße. Die Schule entwickelte sich schnell zu einer der bedeutendsten Fachschulen Deutschlands. 1910 wurde sie durch eine Appretur und 1912/13 durch den Bau für die Ausbildung in Spinnerei, Reißerei und Karbonisation wesentlich vergrößert. Da sich der Lehrplan ausschließlich auf die Tuch- und Buckskinfabrikation konzentrierte, wurde die Schule zur Zentrale der hiesigen Textilindustrie und zugleich zum Experimentierfeld des sächsischen Textilmaschinenbaus.
Buckskin ist ein „geköpertes Wollengewebe“, es ist elastischer und wegen der starken Drehung des Garns minder glänzend als Tuch, es wurde als Kleidungsstücke für Männer, insbesondere zu sehr haltbaren Beinkleidern verarbeitet. Der Schule war bereits in den 1920er Jahren ein vollständig eingerichteter, hochmoderner Fabrikbetrieb angegliedert, der über 80 Arbeiter beschäftigte. Außerdem gab es hier ein öffentliches Warenprüfamt und eine Untersuchungskommission für die Textilindustrie. In der Webschule stand der letzte 1908 abgewebte Cottbuser Handwebstuhl als Museumsstück.
Die zahlreichen Fabriken hatten einen immer größeren Bedarf an Elektroenergie. Deshalb wurde der Bau des ersten städtischen Elektrizitätswerkes beschlossen. Die Wasserkraft des Mühlgrabens bestimmte den Standort. So wurde 1903 das Werk mit zwei Wasserturbinen und zwei Verbund-Dampfmaschinen errichtet. 1910 wurden die Webstühle der Tuchfabrik L. Polscher als erste in Cottbus mit Elektroeinzelantrieb ausgerüstet. Der Schwerpunkt der industriellen Entwicklung von Cottbus im späten 19. und frühen 20. Jahrhundert vollzog sich im Bereich Ostrower Damm und Parzellenstraße, entlang von Spree und Mühlgraben. Vorwiegend waren es mit der Textilproduktion in Verbindung stehende gewerbliche Einrichtungen, wie Spinnereien, Webereien, Appreturen und Färbereien.
Aber auch technische Neuerungen wie die zunehmende Mechanisierung der Herstellungsverfahren und die effizientere Energienutzung förderten diesen Prozess. Die frühen Bauten um 1860/1870 entstanden südlich der Altstadt im Bereich von Mühleninsel und Ostrower Damm, während nach 1900 entstandene Fabrikbauten den Bereich der Parzellenstraße prägten.

## Die Entwicklung der Tuchindustrie bis zum Ende des Zweiten Weltkriegs
Ab 1871 entwickelte sich die Tuchindustrie zur kapitalistischen Großindustrie. Zwischen dem 24. Februar und dem 21. April 1896 erlebte die Niederlausitz den ersten großen Streik der Textilarbeiter. Fast 6000 Arbeiter legten die Arbeit nieder. Grund war die Einführung des Elf-Stunden-Tages mit einhergehenden Lohnkürzungen.
Durch die Einführung der Kammgarnindustrie nahm Cottbus 1880 den dritten Platz in der Niederlausitzer Tuchproduktion ein. Im Ersten Weltkrieg verdienten die Tuchfabrikanten an der Herstellung von Uniformtuch, dennoch machte die Inflation und Weltwirtschaftskrise der Branche zu schaffen. Die Weltwirtschaftskrise von 1929 brachte auch für die Cottbuser Textilbranche eine Flaute. Insgesamt wurden 30.000 Textilarbeiter in der Niederlausitz ausgesperrt, in Cottbus etwa 7000 Textilarbeiter. Kleine Fabriken überlebten die zwanziger und dreißiger Jahre nicht. 1933 gab es nur noch 41 Tuchfabriken in Cottbus und Umgebung.
Die Ausbreitung der Cottbuser Textilindustrie beschränkte sich aber nicht nur auf das Gebiet südlich des Altstadtkerns. Nördlich der Puschkinpromenade, unweit der Spree, zeugte ein an seiner Basis quadratischer Schornstein vom Beginn der Industrialisierung in Cottbus. Die Gebrüder Lutze betrieben an der Puschkinpromenade/Ecke Zimmerstraße ihre Tuchfabrik. Nach 1972 war dort die Walke und Appretur Domke & Wilke ansässig.
In Sandow, heute nahe der Käthe-Kollwitz-Brücke, waren die Gebäude der seit 1866 bestehenden Tuchfabrik Heinrich Jaeger angesiedelt, die nach dem Zweiten Weltkrieg zunächst in den VEB Cottbuser Wollfabrik (Cottbuser Wolle) und nach der Auflösung in den Stammbetrieb des Textilkombinates Cottbus eingegliedert wurde.
In Richtung Norden links der Spree lag die Tuchfabrik Grovermann & Hoppe. Zu DDR-Zeiten war sie die Lehrwerkstatt der Cottbuser Tuchmacher in der Ewald-Haase-Straße. In Sichtweite befand sich die Textilschule. 1951/52 wurde die Schule geschlossen und die Ausbildung nach Forst verlagert.
In der Zeit des Nationalsozialismus wurden die jüdischen Tuchfabrikanten enteignet und ihr Besitz anderen Firmen zugeschlagen. Vielfach wurde Anfang 1940 die Produktion in den Tuchfabriken eingestellt, viele fertigten fortan Rüstungsgüter. Durch den Bombenangriff im Februar 1945 und die vorherigen Kriegshandlungen sind viele Tuchfabriken zerstört oder stark beschädigt worden. Von den noch 30 Tuchfabriken wurden 17 von der russischen Siegermacht beschlagnahmt und enteignet.
In privater Hand blieben noch 13 Fabriken. Elf Tuchfabriken existierten bis 1966. Zwei Betriebe davon waren recht bedeutend, VEB Cottbuser Wollwarenfabrik und VEB Tuchfabrik Cottbus. Beide Betriebe waren aus dem Zusammenschluss mehrerer privater Unternehmen hervorgegangen.

### Tuchfabrikanten und Tuchfabriken in Cottbus
| Nr. | Fabrikg.      | Tuchfabriken                            | Straße                                  |
| --- | ------------- | --------------------------------------- | --------------------------------------- |
| 1   | 1880          | Grovermann & Hoppe                      | Ewald-Haase-Str. 12/13                  |
| 2   | 1791          | Christian Samuel Lutze                  | Sandower-Str. 54                        |
| 2   | 1830          | Samuel Friedrich Lutze                  | Zimmerstraße 1 / 2                      |
| 3   | 1876          | Max Grünebaum & Julius Kaufmann         | Parzellenstr. 1/2 (Inselstr. 26)        |
| 4   | 1868          | Christoph Hasselbach & Adolf Westerkamp | Ostrower Str. 15                        |
| 4   | 1862          | erst A. Ziesche                         | Ostrower Str. 16                        |
| 5   | 1926          | Wilhelm Westerkamp jr.                  | Parzellenstraße 27/28                   |
| 6   | 1852          | Moritz Kittel                           | Madlow und Klosterplatz                 |
| 7   | 1760          | Wilhelm Ruff                            | Ostrower Damm 19/19a                    |
| 7   | 1808          | Wilhelm Müller                          | Ostrower Damm 19/19a                    |
| 8   | 1860          | Adolf Eschenhagen                       | Ostrower Damm 11                        |
| 9   | 1866          | Heinrich Jäger                          | Jägerbrücke 1                           |
| 10  | 1861          | Gustav und Richard Kehrl                | Parzellenstr. 10                        |
| 11  | 1831          | Hermann Elias, weitere Infos            | Ostrower Damm 1–3                       |
| 12  | 1882          | Gebr. Robert und Albert Fritsch         | Kreuzgasse                              |
| 13  | 1879          | Duch & Hamann                           | Wachsbleiche 1                          |
| 14  | 1888          | Jürss & Elger                           | Ostrower Damm 17/18                     |
| 14  | 1925          | Max von Kessel                          | Pücklerstr. / Franz-Mehring-Str.        |
| 15  | 1880          | Polscher                                | Parzellenstr. 94 u. Ostrower Damm 11    |
| 16  | 1869          | Gustav Samson                           | Parzellenstr. 15 u. Strombad 13         |
| 16  | keine Angaben | Dr. Bum                                 | keine Angaben                           |
| 17  | 1919          | Berthold Herfarth                       | Pücklerstr. 20 / Briesmann Str. 1       |
| 18  | 1875          | Hermann Löw                             | Priorgraben 1                           |
| 19  | 1900          | Ernst Michaelis                         | Ostrower Damm 12 / Eichenpark           |
| 20  | 1861          | M. u. O. Sommerfeld                     | Parzellen / Insel / Lobedanstr.         |
| 21  | 1848          | G. L. Schmogrow                         | Hubertstr. 24                           |
| 22  | 1922          | Carl Loll GmbH                          | Parzellenstr. 21 / 22                   |
| 23  | 1852          | Gustav Valte                            | Kaiser-Wilhelm-Platz / Briesmann Str.   |
| 24  | 1892          | Richard Rottka                          | An der Wachsbleiche                     |
| 25  | keine Angaben | Erich Schröder und Co. KG               | Jägerbrücke 2                           |
|     |               | Teppichfabriken                         |                                         |
| 25  | 1924          | Richard Otto                            | Pücklerstr. 13/14, später Jägerbrücke 2 |
| 26  | 1894          | Krüger & Hahn                           | Ostrower Damm 1–3 / Inselstraße         |
| 27  | 1894          | Vereinigte SMYRNA-Teppich-Fabriken A.G. | Berlinerstr. 15                         |
| 28  | keine Angaben | Albert Stern                            | Ostrower Damm 9                         |
|     |               | Tuchhandel                              |                                         |
| 29  | 1843          | F. W. Michovius                         | Lieberoser Str.                         |

## Neubeginn und Übergang zur modernen Fertigung in der DDR

### Nachkriegsentwicklung
1946 begannen in Cottbus 17 Tuchfabriken mit der Produktion, es waren Webereien für Wollstoffe und zwei Volltuchfabriken (alle Arbeitsschritte in einem Betrieb zusammengefasst). Anfang der 1950er Jahre wurde der Grundstein für das Entstehen von Großbetrieben gelegt. Durch Enteignungen und Zusammenlegung der Unternehmen erfolgte eine Neuordnung der Fabriken. Der VEB Textilbetrieb Cottbus wurde 1954 gegründet.
Tuchfabriken die neu geordnet wurden:
- Handrecke
- Jürss & Elger
- Färberei Kronberg (enteignet 1946) → Tuchfabrik Cottbus
- R. Kehrl (enteignet 1946) → Tuchfabrik an der Spree
- L. Polscher (enteignet 1946) → Tuchfabrik Vorwärts
- H. Löw
- Müffling & Co.[22] (enteignet 1946)→ Prior Tuchfabrik Cottbus
- H. Jaeger (enteignet 1946)
- Gebrüder Fritsch
- Schröter
- Govermann & Hoppe (enteignet 1946)
- Duch & Hamann
- M. & O. Sommerfeld → Cottbuser Wollwaren

Aus diesen vier Tuchfabriken und der 1953 entstandenen Cottbuser Wollwarenfabrik wurde 1953 der VEB Tuchfabrik Cottbus mit dem Werk 1 (Standort Jürss & Elger), Werk 2 (Standort Kehrl) und Werk 3 (Standort Polscher).
Die Cottbuser Wollwarenfabrik hatte bis Mitte 1960 eine bedeutende Stellung. Von zentraler Stelle wurde das Werk 1969 aufgelöst. Diese Entscheidung führte zu einem Produktionsknick, wie auch der Abriss der Tuchfabrik Herfarth in den 1980er Jahren. Nach 1968 kamen die noch vorhandenen Fabriken alle unter das Dach des Textilkombinates Cottbus. Die Textilindustrie der DDR in den 1950er und bis Anfang der 1960er Jahre war geprägt von der Sicherung der Versorgung der Bevölkerung mit Bekleidung. Das Durchschnittsalter der noch vorhandenen Maschinen lag bei 50 Jahren.
Der Bezirk Cottbus wurde ab 1957 zum wichtigsten Kohle- und Energielieferanten der DDR, aber auch die Textilindustrie bestimmte die Wirtschaftsstruktur der Stadt. 1968 wurde das Textilkombinat Cottbus errichtet. Dort wurde auf Strickmaschinen das Polyestergarn zu textilen Flächen verarbeitet.
Am 4. April 1972 wurden fast alle Betriebe in Cottbus, wie auch in der ganzen DDR, verstaatlicht und gingen in Volkseigentum über.

### Textilkombinat Cottbus ab 1969

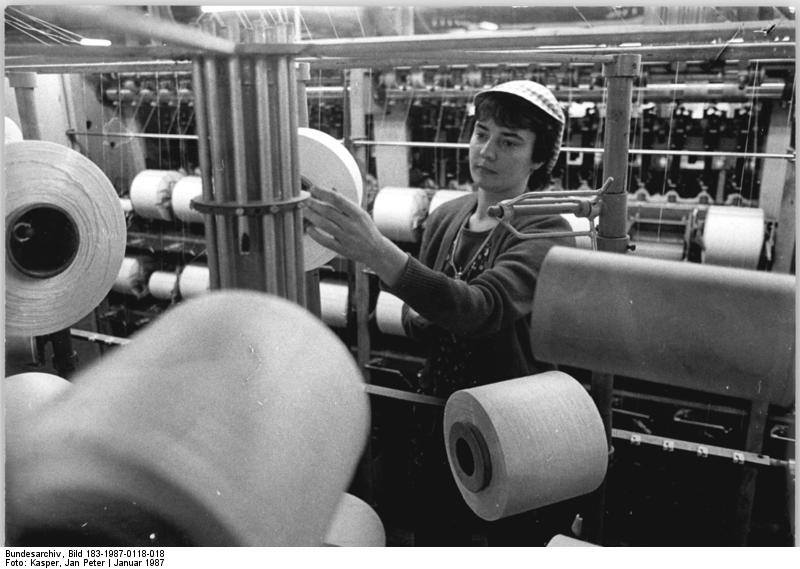
Textilkombinat Cottbus

Die umfassende Technologie und das Vereinen aller Stufen bei der Herstellung von Textilien an einem Standort und in dieser Größenordnung war in Europa der 1970er-Jahre einmalig.
Das TKC als Stammbetrieb hatte sich auf die Produktion von Damenoberbekleidung aus großrundgestricktem Material spezialisiert. Hier wurde auf den Maschinen die Chemiefaser aus Guben verarbeitet. Der Großbetrieb lief im 3-Schichtsystem. Es gab ein Kleidungsmodell mit wenig Teilen, um die Kosten zu senken. In den 1970er-Jahren war die Chemiefaser für Bekleidung aber nicht mehr so gefragt. „Präsent 20“ war das Markenzeichen des VEB Textil Kombinat Cottbus. Es wurde und konnte auf Masse produziert werden, um reichlich Ware für nötige Devisen zu haben. Hergestellt wurde Oberbekleidung, die einen Naturfasercharakter aufwies.
Im August 1979 wurde für den Stammbetrieb des Cottbuser Textilkombinates ein Wohnheim mit 175 Plätzen im Bildungszentrum übergeben, so konnten weitere Arbeitskräften für die Sicherung der Produktion nach Cottbus ziehen. Im Oktober 1979 erhielt das Textilkombinat Cottbus die 3. Goldmedaille für das entwickelte „Cord-Côtelé-Programm“, zur Herstellung eines festen Gewebes mit Rippen.
1985 wurde die Produktion von Textilien im Großrundstrick-Verfahren im TKC eingestellt. Um am Markt konkurrenzfähig zu bleiben, wurde die Chemiefaser veredelt, es wurde Polyesterseide in verschiedenen Feinheiten hergestellt und Teppichgarn. Die Auslastung der modernen computergestützten Maschinen war damit nicht durchgängig gegeben. Den sich entwickelnden Modetrend in Richtung Natur- und Mischfaser konnte das Werk auf Grund seiner Ausrichtung nicht mitgehen.
Die Massenproduktion war nur unter den Bedingungen der sozialistischen Planwirtschaft möglich. Nach 1990 brachen die Absatzmärkte für textile Erzeugnisse in der Großproduktion aus der Region Cottbus zusammen. In kleinen und mittelständischen Unternehmen war eine Textilproduktion weiterhin erfolgreich, da man sich schneller und besser auf den Markt einstellen konnte. Die Produktion im Cottbuser TKC zu erhalten, war nicht möglich. Die Produktionsstätte war überdimensional, der Maschinenpark schon überaltert und die Chemiefaser bot keine Entwicklungschance mehr.
In den Räumen des TKC versuchte ein Teil der Belegschaft 1990 einen Neubeginn unter dem Logo „Textil und Konfektionsbetrieb GmbH“. Am 13. Oktober 1993 erfolgte die Liquidation des Unternehmens. Andere kleine Unternehmen, die sich auf dem Gelände des TKC ansiedelten, überlebten auch nicht. Der größere Teil dieser Firmen war 1996 nicht mehr an diesem Standort tätig. Seit 2008 gibt es faktisch keine Tuchindustrie mehr in Cottbus.
2005 fiel das letzte Abkommen zur Beschränkung des internationalen Textilhandels. Die Schwellenländer nutzten vor allem den Textilsektor als zur Industrialisierung der eigenen Wirtschaft. Über den niedrigen Preis gelang der Export in die Märkte der Industrieländer, die gezwungen waren, ihre eigene Textilindustrie abzubauen und umzustrukturieren.
Von Europa aus wurden ganze Werke für chemische Fasern in Indien und anderen asiatischen Ländern aufgebaut. So wurde China im 21. Jahrhundert schnell zum Zentrum der Textilindustrie. Nicht nur die niedrigen Löhne begünstigten die Entwicklung. Auch die Möglichkeit, alle Produktionsstufen vom Anbau über die Herstellung bis zum Verkauf zu vereinen, war gegeben. Für Textilhändler in Europa wurde immer deutlicher, dass es besser war, Textilien in Asien billig einzukaufen als sie teuer mit begrenzten Ressourcen im eigenen Land herzustellen.

## Niedergang der Tuchindustrie
Die Ende der 1990er Jahre noch in Cottbus ansässigen Textilbetriebe litten immer mehr unter dem Wachstum der Produktion in den Billiglohnländern vor allem im Asiatischen Raum. Aber auch in Europa gab es damals schon produzierende Betriebe die nicht mehr als 1,50 DM die Stunde zahlten. Nach der Jahrtausendwende waren auch in einem Cottbuser Betrieb Stundenlöhne unter 10 DM an der Tagesordnung. Um dem Druck der Billiglohnländer immer mehr standzuhalten, wurden nach und nach solche Zulagen wie Urlaubsgeld, Weihnachtsgeld und sogar die Schichtzulagen entweder gekürzt oder ganz gestrichen. Monatslöhne von unter 900 € im 4-Schichtsystem waren in Cottbus die Folge. Die Rhone-Paulenc Rhotex GmbH konnte 1993 mit Hilfe der EG-Kommission und dem Land Brandenburg eine satte Beihilfe in Höhe von 7,15 Mio. DM für den Aufbau einer neu zu errichtenden Anlage zur Textuierung von Polyamidgarn einsetzen, es entstanden in Cottbus hervorragende Arbeitsbedingungen für die sehr gut qualifizierten Arbeitnehmer. Selbst das Unternehmen Rhotex Texturgarne, das 80 % des Westlohnes zahlte, konnte eine Beendigung ihrer Produktion in Cottbus und Verlagerung nach Polen nicht verhindern (zum 31. Dezember 1999). Die hochmodernen, sensiblen Texturmaschinen konnten aber am neuen Standort in Polen so gut wie gar nicht in Betrieb genommen werden und die Produktion wurde dann ganz eingestellt.

## Umgang mit dem industriekulturellen Erbe
Der Zustand der Tuchfabriken, Villen und Wohnhäuser war sehr unterschiedlich. Geldmangel in DDR-Zeiten führte zu maroden Bauten, sie verfielen, repräsentative Bauten fanden nach der Wende 1990 alte und neue Eigentümer (Fabrikantenvillen), der Rest wurde entkernt, neu ausgebaut oder abgerissen.

### Standorte und Besitzer der Tuchfabriken mit Häusern und Villen
(Straßennamen aus der heutigen Zeit)

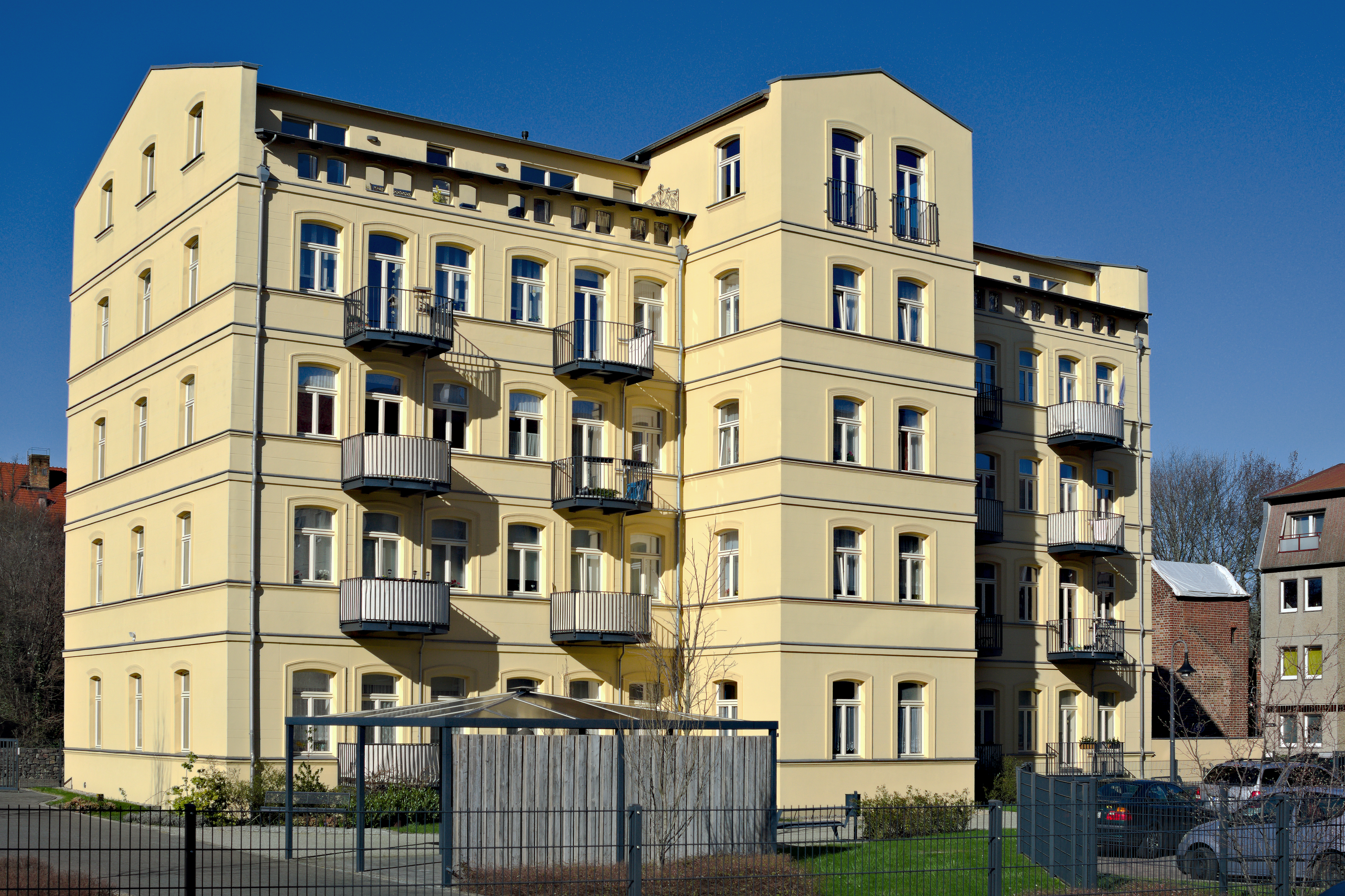
Münzstraße 10
1880 erbaut von den Gebrüdern Fritsch und ab 1882 als Tuchfabrik geführt. 1945 wurde das Unternehmen enteignet, aber weiter als Textilbetrieb genutzt. 1990 erfolgte die Stilllegung des Unternehmens. 2009/10 begann die Sanierung, das Fabrikgebäude wurde entkernt und es entstanden Wohnungen, eine Wohnanlage für Betreutes Wohnen.
Die Gebrüder Fritsch OHG hatten ab 1937 noch einen Zweigbetrieb in Großenhain.
Wachsbleiche 1

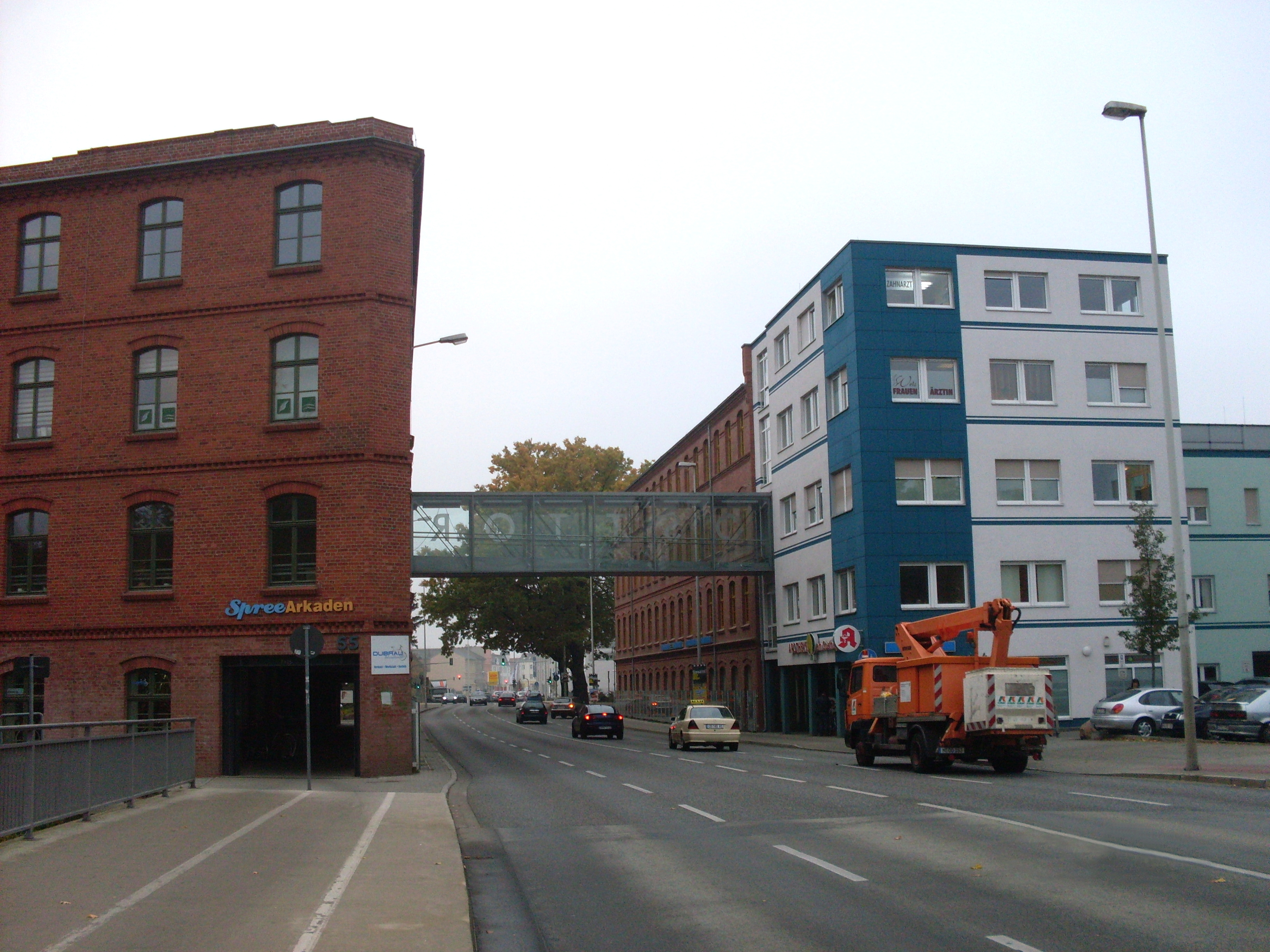
Ehemalige Tuchfabrik Hermann Elias

1879 wurde hier eine Tuchfabrik von Duch & Hamann gegründet. 1954 wird die halbstaatliche Tuchfabrik der Cottbuser Wolle zugeordnet und Ende 1955 aufgelöst. Später noch als kleinen Betrieb geführt. Mitte 1990 Teile abgerissen zur Wohnbebauung und Fabrikteil als Ärztehaus ausgebaut.
Franz-Mehring-Straße, zwei Gebäude mit Mühleninsel und Fabrikantenvilla

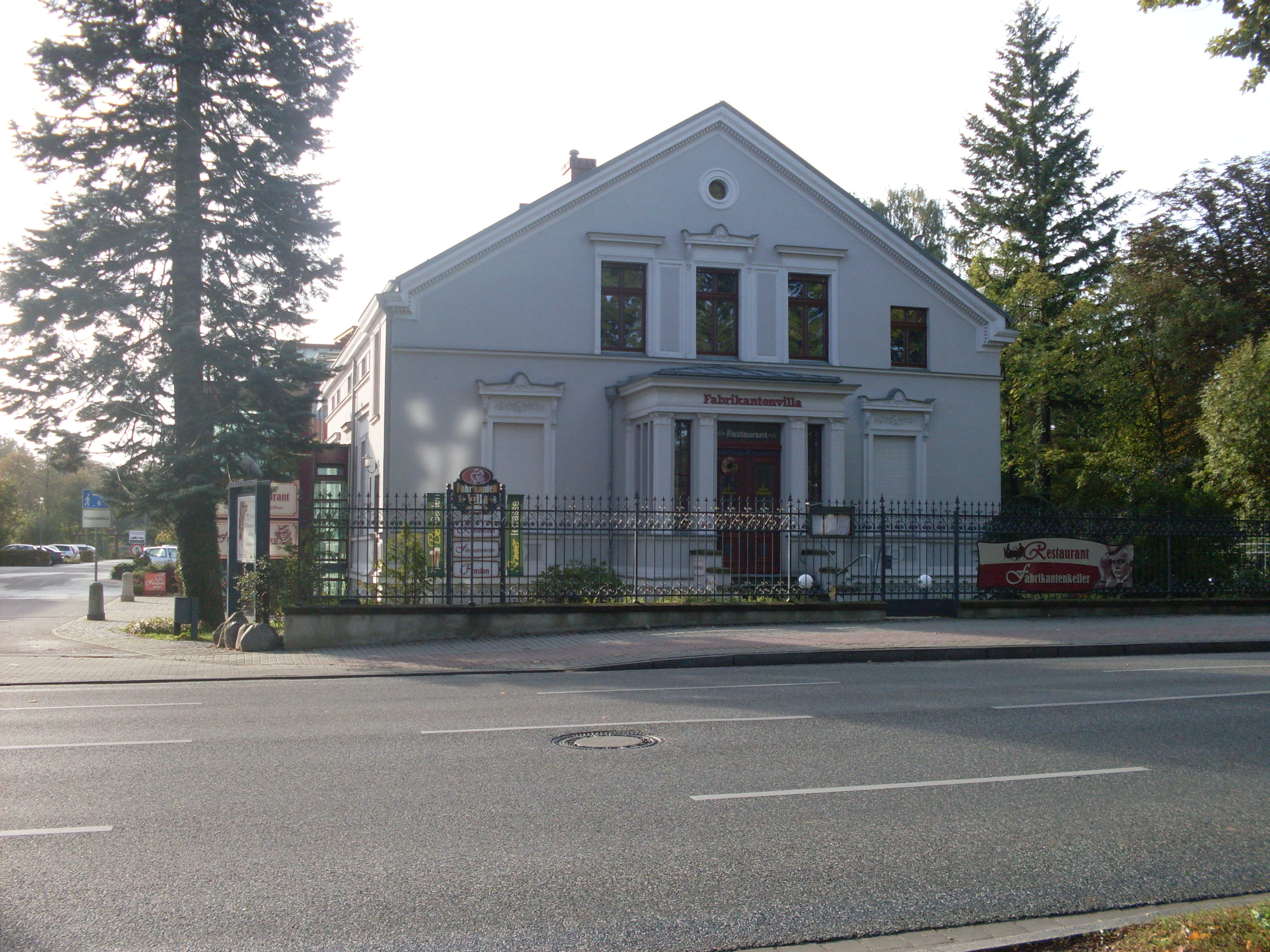
Fabrikantenvilla

Erbauer H. Elias, als Tuchfabrik im Jahr 1878. Ab 1892 wurde Besitzer der Streichgarn Produzent Richard Rottka AG. Später kauft Duch & Hamann das viergeschossige Gebäude, Gründungsdatum der Fabrikanten ist nicht genau bekannt (1879 oder 1886).
Durch den Straßenbau wird das Gelände 1927/28 getrennt. Die Fabrikanten Duch & Hamann sollen das Gebäude bis 1945 als Tuchfabrik genutzt haben, nach 1945 wurde die Tuchproduktion eingestellt und es gab andere Nutzungen (Lager, nördlicher Teil bis zur Wende). 1927 kauft Tuchmacher Gustav Kehrl den südlichen Bereich.
Er wird firmiert unter „Rudolph Kehrl“. Die Brüder Gustav und Richard leiten bis 1945 den Betrieb. 1945 wird die Produktion eingestellt und das Unternehmen enteignet. Bis 1992 wird der Betrieb von Polstermöbel genutzt. Nach der Wende 1990 werden Teile abgerissen, entkernt und neuer Nutzung übergeben, Handel, Büro, Seniorenresidenz (südlicher Teil), Fabrikantenvilla wurde zu DDR-Zeiten als Vergabestelle für Krippenplätze und als Kindergarten genutzt, nach 1991 Umbau und Nutzung als Gaststätte und Pension.
Neustadt, Rosenstraße/Breite Straße/Freiheitsstraße

Auf der Fläche standen die Wollspinnhäuser aus dem Jahr 1753. Sie sind verfallen und wurden ab 1992 abgerissen. Heute ist noch ein Teil Freifläche, ein Teil Gewerbe und Einkaufsmarkt.
Ostrower Damm 19/19a

Tuchfabrik Wilhelm Ruff, gegründet um 1760. 1781 wurde das Wohnhaus neu errichtet, da der Vorgängerbau abgebrannt war. Neuer Besitzer wurde ab 1909 Wilhelm Müller. Nach dem Brand in der Fabrik wurde sie 1915 neu aufgebaut. Nach 1990 wurde die Fabrik entkernt, saniert und heute von Dienstleistungsgewerbe und Call-Center genutzt. Fabrikantenvilla wurde 2008 abgerissen.
Sandower Straße 54

1791 erbaut, An dieser Stelle, Sandower Straße 54, soll 1698 ein Neubau (Vorgängerbau) entstanden sein. Die Stadt Cottbus bot dem Tuchfabrikanten Christian Samuel Lutze das Grundstück an, da seine Fabrik 1790 abgebrannt war. Die Tuchfabrik existierte hier aber nur kurze Zeit. Ursprünglich gehörte dieses um 1800 errichtete Haus dem Postmeister und Richter der französischen Kolonie in Cottbus. Die Stadt verkaufte das Haus 1701 an den Postmeister. Danach wechselnde Eigentümer und Mitte des 18. Jahrhunderts. neu Gestaltung der Fassade. Später war es das Kunella Haus (Butter-Kunert), danach wurden hier drei Läden betrieben (Friseur, HO-Lebensmittel und ein Fischladen). Anfang 1990 wurde das Haus stilvoll für eine Bank restauriert, z. Z. befindet sich hier eine gastronomische Einrichtung.
Altmarkt 26

Der Tuchhändler Samuel Friedrich Lobedan erwarb im Jahr 1743 das Bürgerhaus und nutzte es nicht nur gewerblich, sondern auch als Familiensitz bis 1808. Der vorhandene Laden wurde 1954 ausgebaut und entstand neu als Industrieladen der Tufa. Heute befindet sich hier eine Niederlassung der Firma Kind.
Friedrich Lobedan ließ 1785 das Kaufmannshaus am heutigen Breitscheidplatz für sich erbauen. Es steht heute unter Denkmalschutz und ist stark verändert.
Friedrich Lobedan betrieb in seinem Wohnhaus in der Spremberger Straße 30 ab 1855 ein Königlich-Preußisches-Postamt.
Ostrower Damm 17/18, mit Wohnhaus, (Ecke Franz-Mehring-Straße)

Erbaut: Jahr nicht bekannt, für den Tuchfabrikanten Hilpert, dann Färberei August Nicolai, später Besitzer Samuel Ferdinand Koppe, dann Adolf Koppe und Franz Koppe. Sie vermieteten Räume an die Tuchhersteller Jüriss & Elger, die 1921 die Fabrik kauften. In der Tuchfabrik Jürss & Elger (gegründet 1885) erfolgte die gesamte Herstellung unter einem Dach. Ab 1925 war Alleininhaber Max von Kessel, er wurde 1946 enteignet. Im Jahr 1946 wird der Betrieb in TUFA umgewandelt, hier wurde Kammgarn und Streichgarngewebe aus Wolle hergestellt. Anfang 1990 Schließung, Fabrikgebäude teilweise abgerissen, den Rest entkernt und Umbau durch den Wohnungsvermieter „e.G. Wohnen“
Ostrower Damm 1–3 und zwei Villen

Durch C. S. Elias 1870 erbaut. Ab 1874 war es ein Vollbetrieb mit Färberei, Walkerei, Spinnerei, Appretur. Anfang der 1930er Jahre wurde die Produktion eingestellt und von 1942 bis 1945 haben die Bremer Werke Focke-Wulf hier Flugzeugteile hergestellt. Nach dem Zweiten Weltkrieg bis Mitte der 1950er-Jahre war es die Wollwarenfabrik. Danach Nutzung durch Geräte und Regelwerk Teltow, heute Teilnutzung durch die Behindertenwerkstatt, Schulungsräume, Räume für Obdachlose und Kleinunternehmen. Villa Ostrower Damm 1: 1874 erbaut, es war Wohnhaus der Witwe Klingmüller und als Wohnsitz von Elias übernommen. Ab 1965 als Kinderkrippe genutzt. 1992/93 erfolgte der Umbau und die neue Nutzung als Arztpraxen. Villa Ostrower Damm 3: 1885 für Elias erbaut, zur Nutzung seiner leitenden Angestellten. Villa hatte einen Ziergarten, das Gebäude war dann Privatbesitz wie zurzeit auch. Durch die Trennung (Weg) ist kaum noch ein Ziergarten vorhanden.
Ostrower Damm

Färberei Franz Geißler, Hausnummer nicht bekannt. Der Inhaber der Fabrik war Gommlich. Gebäude wurde abgerissen (Datum nicht bekannt).
Ostrower Damm 9

Fa. Albert Stern, hier wurden auch Teppiche hergestellt. Bis 1945 war es die Fabrik Albert Stern. Nach dem Zweiten Weltkrieg wurde sie zur PGH Forst angegliedert, ab 1972 ein VEB Betrieb. 1990 reprivatisiert und Stilllegung, heute verschiedene Nutzer im Haus.
Ostrower Damm 10/Wasserstraße

Um 1870 erbaut: ein Kopfbau, Produktionshallen und ein viergeschossiges Gebäude. Besitzer Adolf Eschenhagen gründete 1860 seine erste Teppichfabrik in Cottbus, nach 1946 Ausbildungsstätte verschiedener Betriebe; nach 1990 weiterhin Ausbildungsstätte, Lehrwerkstatt und Büros. Kopfbau wurde als Lagerraum genutzt, Leerstand, 2007/2008 saniert und neu als Kosmetiksalon ausgebaut.
Ostrower Damm 11

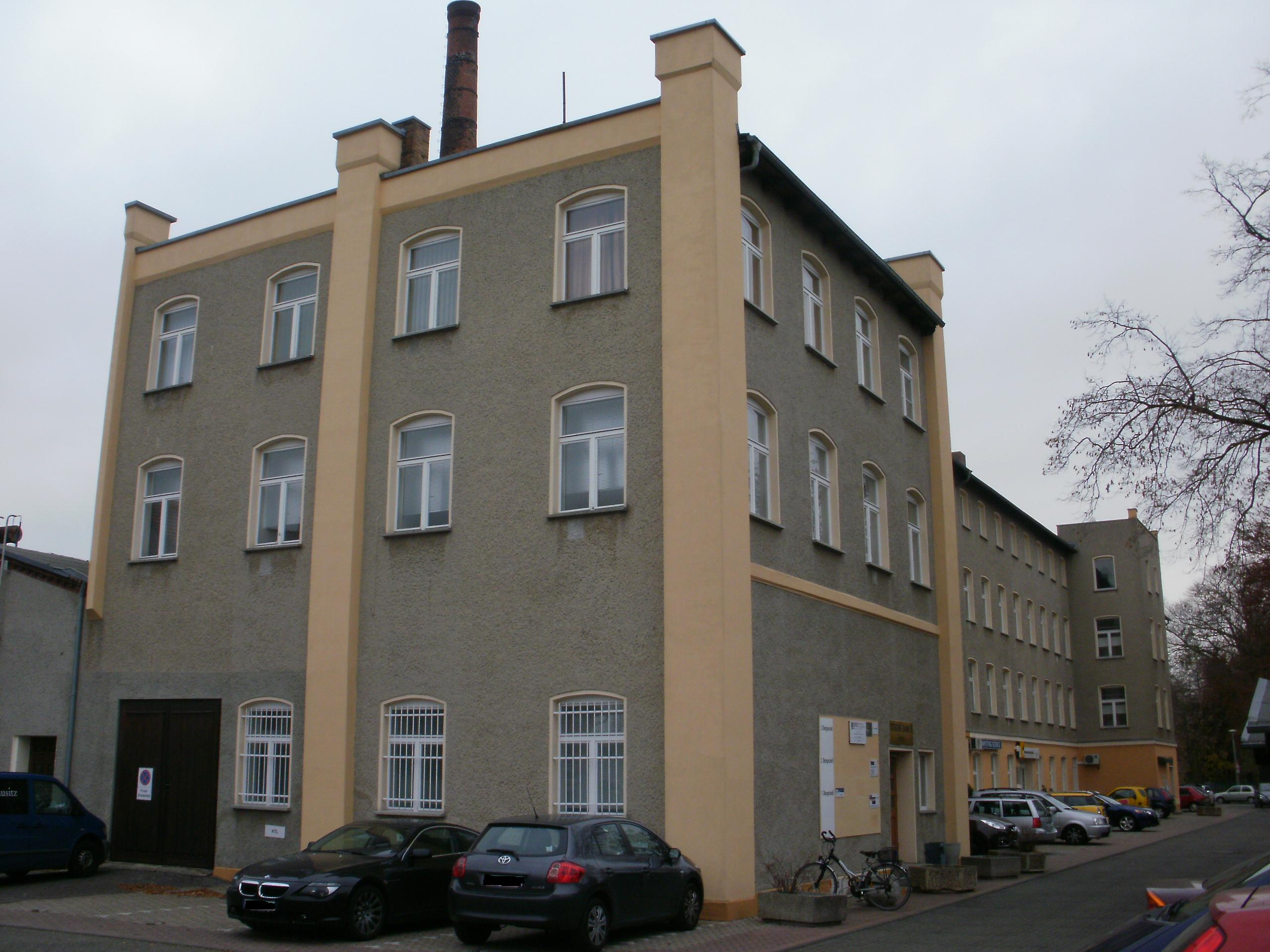
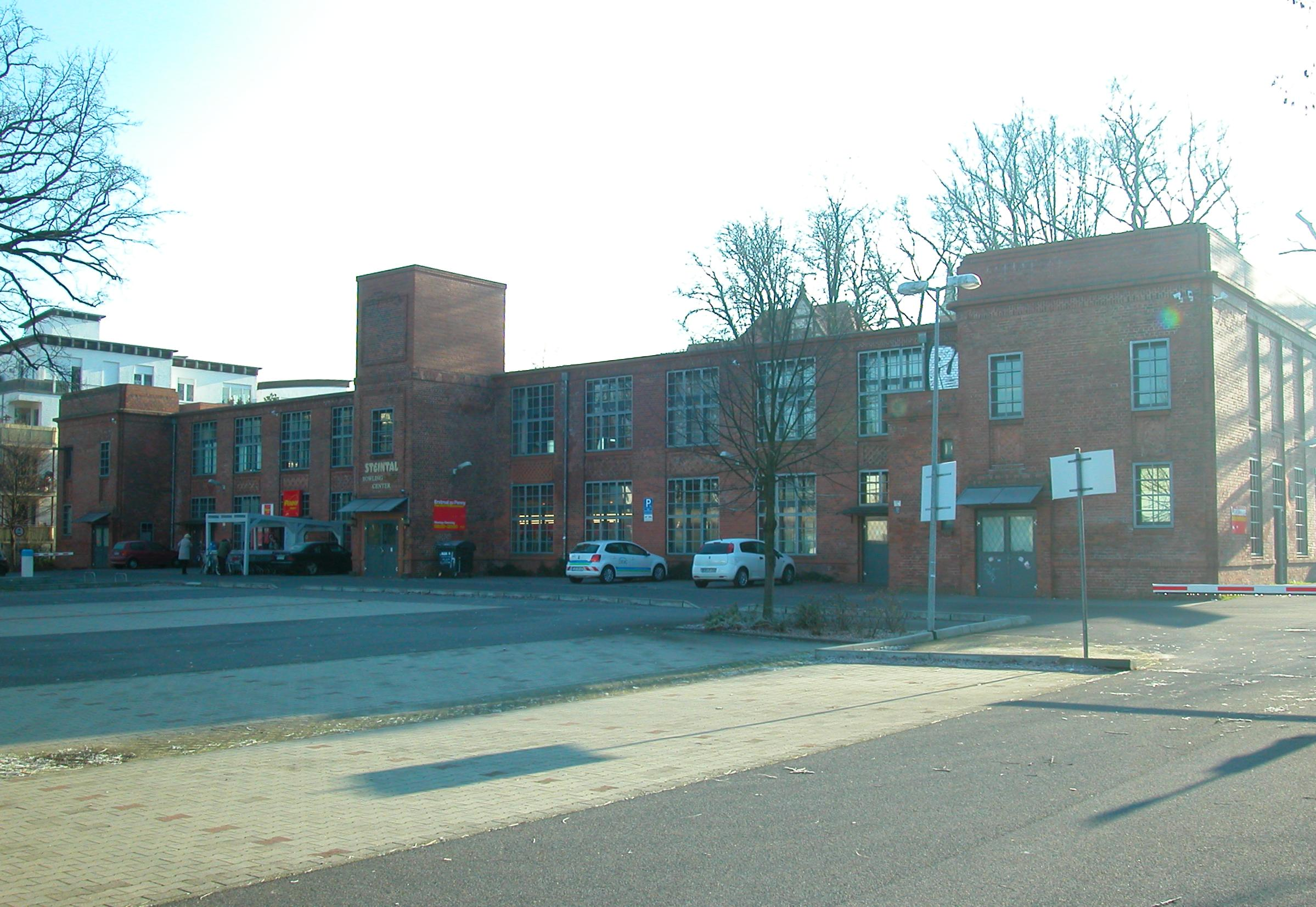
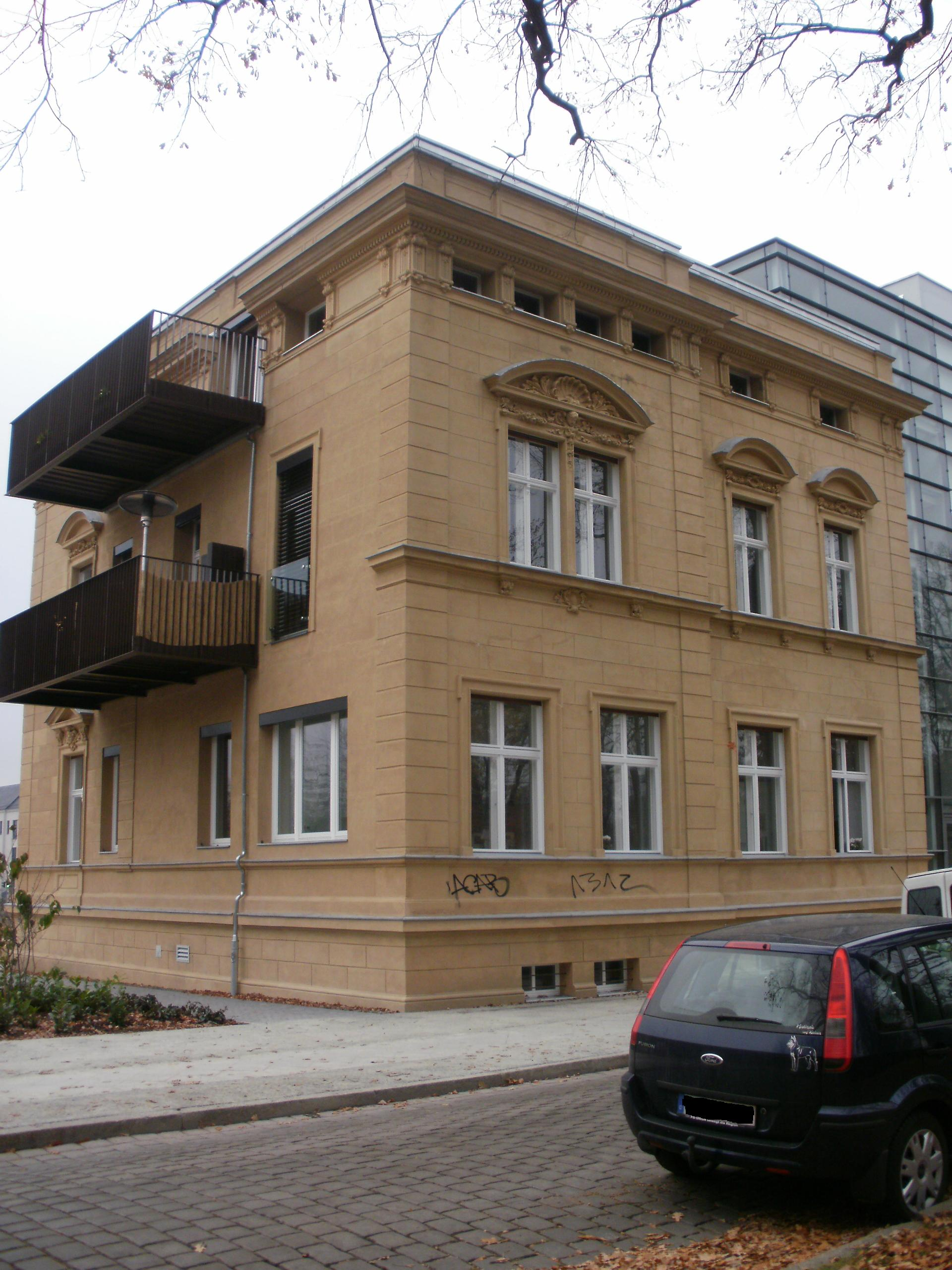

Fa. L. Polscher, 1880 gegründet. Nach dem Zweiten Weltkrieg wurde zunächst unter staatlicher Verwaltung weiter produziert, dann in die Tuchfabrik Cottbus eingegliedert. 1953 Stilllegung, Das Objekt hatte verschiedene Nutzer. 2012 soll der Abriss erfolgen. Hier sollen Stadtvillen ab 2013 entstehen.
Ostrower Damm 13

etwa 1862 erbaut mit Fabrikantenwohnhaus. Besitzer war Tuchfabrikant Wilhelm Karnauke. Von den Nachkommen bis zur Stilllegung im August 1928 weitergeführt. Nach 1945 Verpachtung der Räumlichkeiten und 1996 Abriss.
Käthe-Kollwitz-Brücke (ehemals Jaegerbrücke)

Heinrich Jaeger, angesiedelt 1866, Der Standort war nahe der Käthe-Kollwitz-Brücke. Die Fabrik war dann Cottbuser Wollwarenfabrik und wurde in das TKC eingegliedert. Es erfolgte der Abriss, Fläche ist unbebaut.
Parzellenstraße 10

Tuchfabrik Gustav Kerhl und Richard (1861 gegründet) Seit 1914 sind sie in Cottbus ansässig und erwarben das Grundstück von Textor & Prochatscheck (gegründet 1884). 1992 kam es zur Liquidation, danach wurde das Gebäude umgebaut, saniert und einer neuen Nutzung übergeben.
Parzellenstraße 15/Stromstraße 13

Fa. Gustav Samson, gegründet 1869, sie war in Besitz der jüdischen Familie Bum bis 1940. Die Fabrik wurde Zwangsarisiert und Eigentum der Spinnstoff GmbH Schwarza zu Schwarza. Die Leitung hatten deutsche Chemiker, hier wurde eine synthetische Wollfaser „Thiolan“ hergestellt. Der Stoff brannte nicht wie Zellwolle, sondern schrumpfte in der Flamme zusammen, wie echte Wolle. Die Art der Herstellung sorgte für starke Geruchsbelästigung(Chemiefaser auf Eiweißbasis mit Schwefel). 1938 wurde die Villa der Familie Bum abgebrannt, Fabrik 1945 total zerstört.

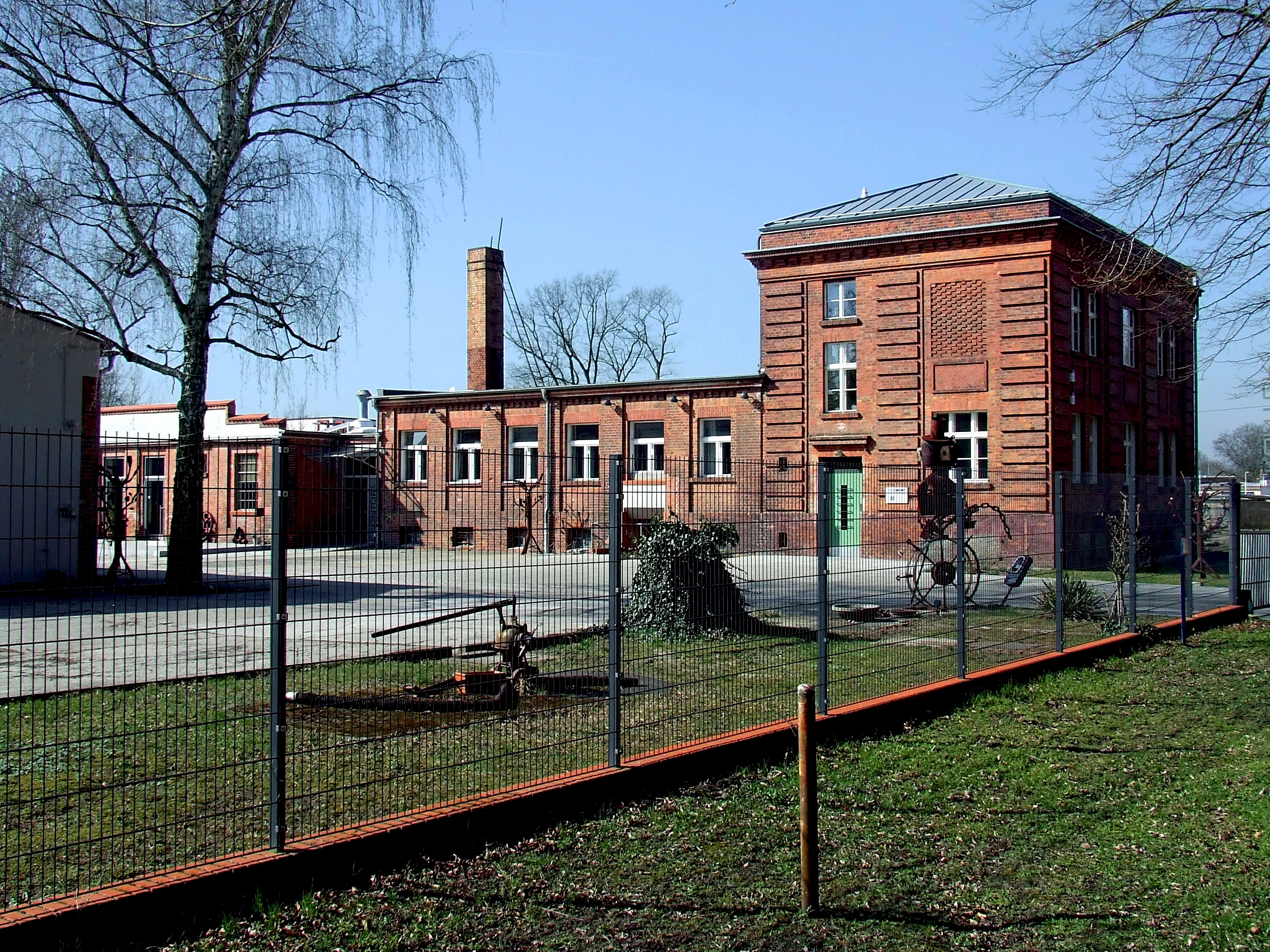
Parzellenstraße 47
Tuchfabrikant Wilhelm Stoffel, gegründet 1899. Er betrieb am Ostrower Damm 17/18 eine Lohnweberei. (Gebäude sind heute abgerissen.) 1925 bis 1927 baute er in der Parzellenstraße 47 eine Weberei, aus finanziellen Gründen ging die Weberei nie in Betrieb. Das Gebäude fiel an den Bauunternehmer Nickel, seine Witwe verkaufte es 1936 an den EDEKA Großhandel. Nach 1945 wird die Weberei als Warenlager für die Russen genutzt. Seit 2007 ist das Gebäude in der Denkmalliste von Cottbus. Ab 2010 als Veranstaltungsstätte genutzt, Kontor 47
Ewald-Haase-Straße 12/13

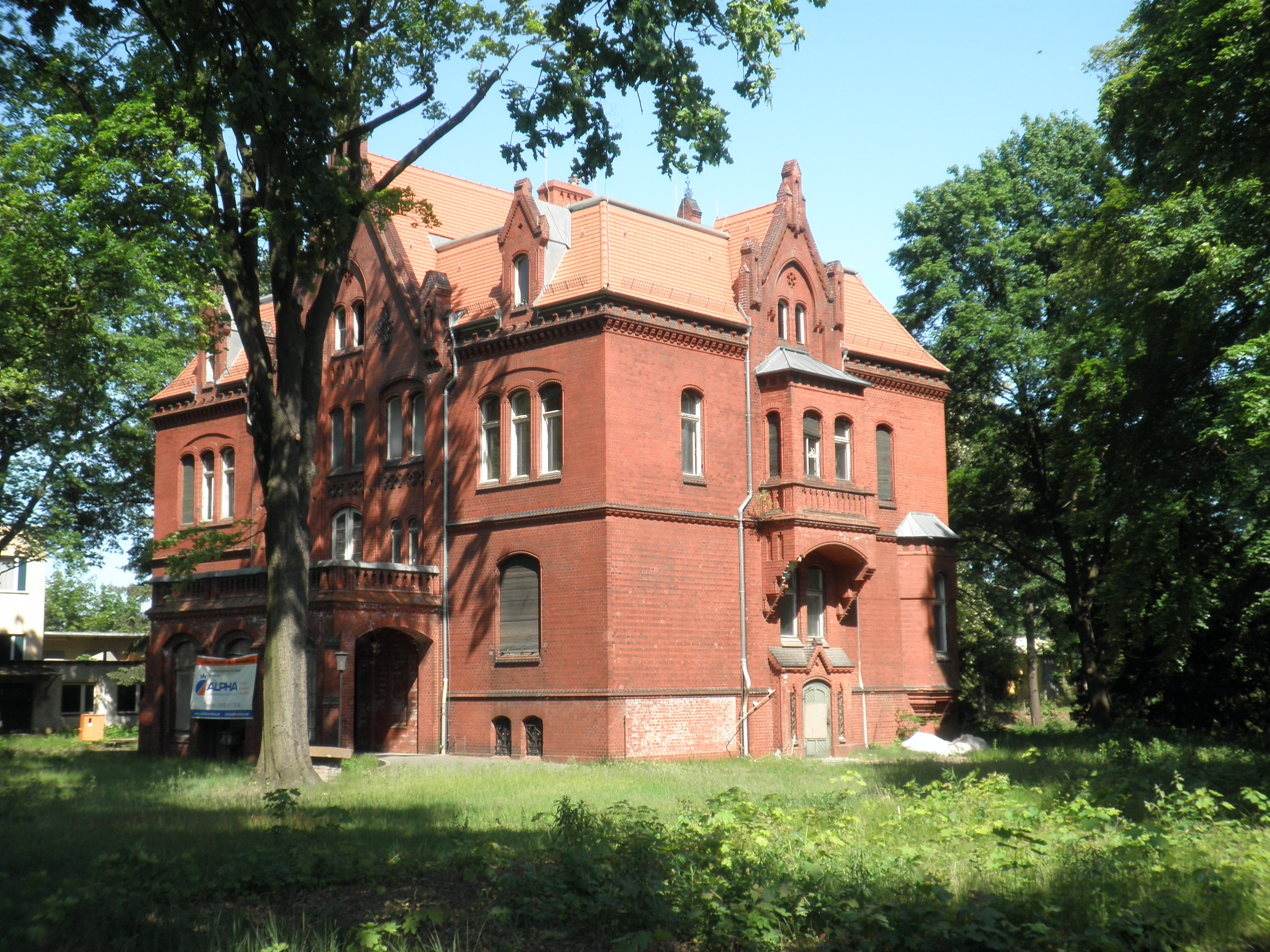
103 Ewald-Haase-Str. 12

Grovermann & Hoppe, gegründet 1880, Heute wird das Gelände von der RAG (Bildungsträger Weiterbildung) genutzt. Nummer 12 Fabrikantenvilla, sie wurde zu DDR-Zeiten als Kindergarten genutzt, steht z. Zeit leer und zum Verkauf.
An der Priormühle

erbaut 1829 vom Tuchfabrikanten F. Weber, als Tuchfabrik mit Appretur und Färberei. 1892 ist die Fabrik abgebrannt. Wurde durch H. Löw, (gab es seit 1875), neu aufgebaut auf dem Gelände der Priorfabrik. Heute bebaut mit einem Gesundheitszentrum.
Am Mühlengrabenufer (alt)

Fa. Kronberg (Färberei) und Fa. Kerl, Es erfolgte 1965 die Stilllegung. 1980 wurde die Fabrik abgerissen. Fläche ist heute begrünt.
Parzellenstraße/Inselstraße/Lobedanstraße

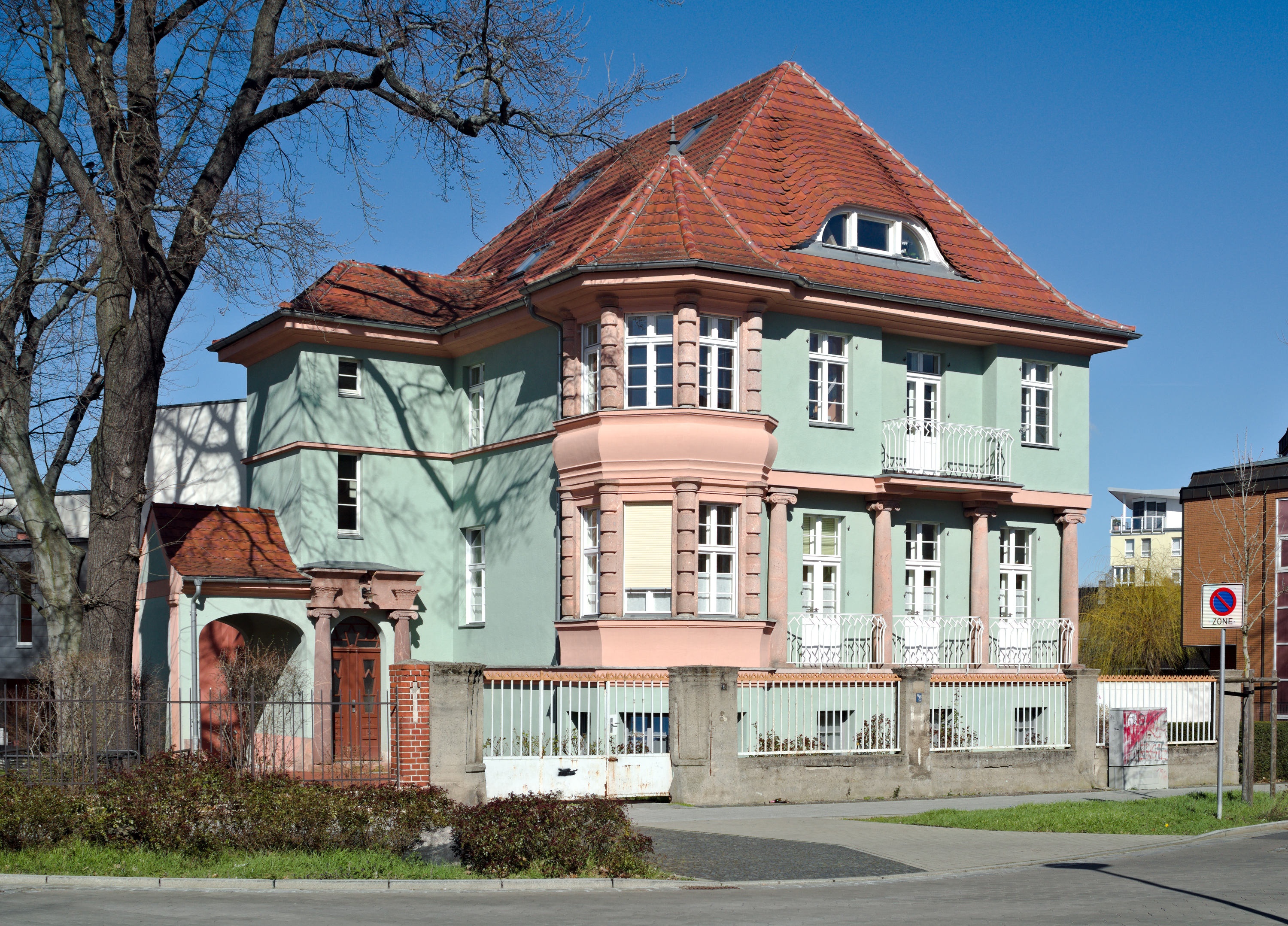
Inselstraße 9

Tuchfabrik L. Ephraim (ehem. M. & O. Sommerfeld), gab es seit 1861 in der Weberstr.12, Wurde im Zweiten Weltkrieg zerstört, heute ist der Komplex abgerissen und durch den Wohnungsbau überbaut.
Parzellenstraße 27–28

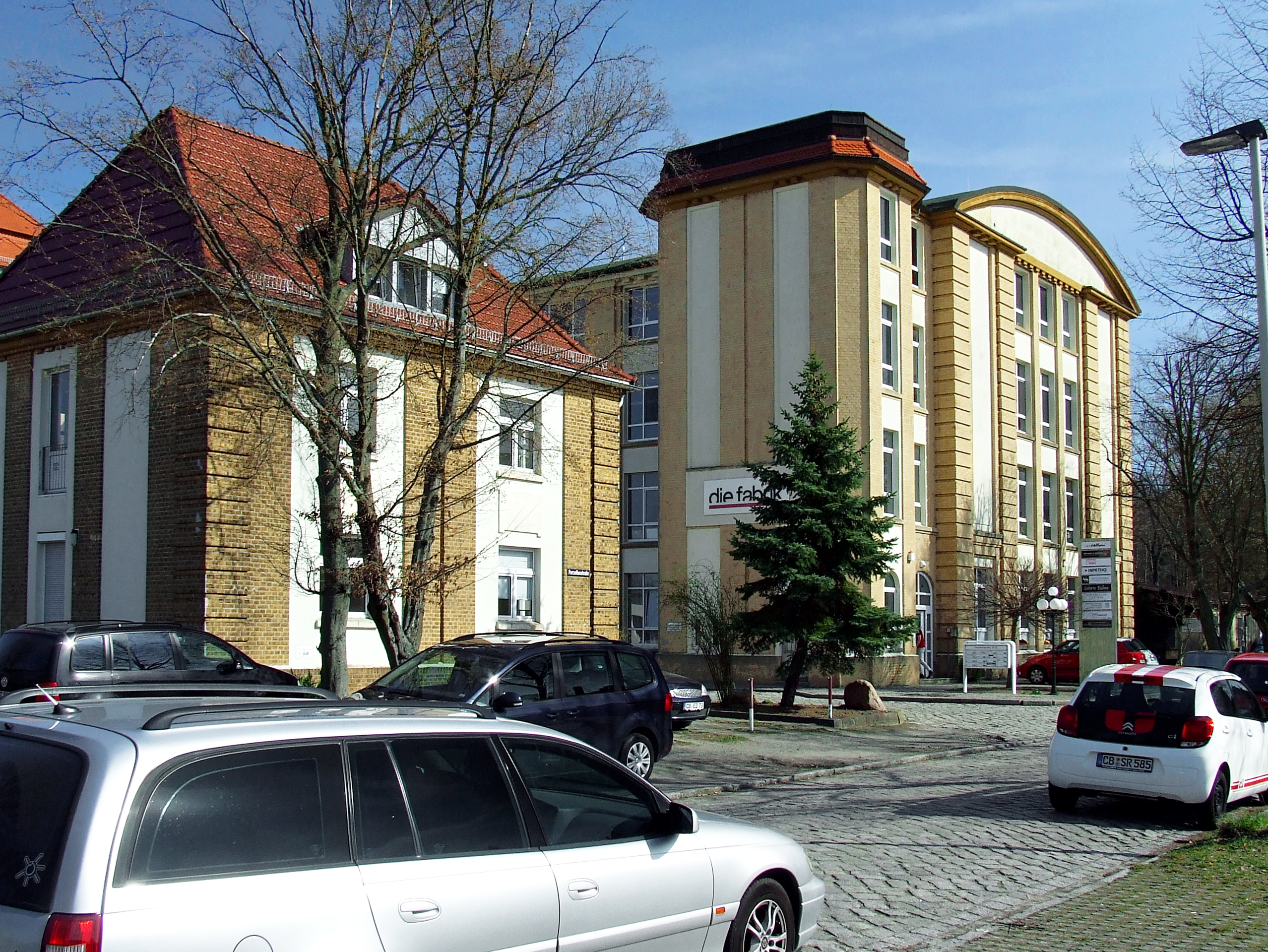
Parzellenstraße 27, 28

Fa. Wilhelm Westerkamp jr., 1891 gegründet, Baute um 1926 eine elektrisch betriebene Tuchfabrik, sie war die letzte Tuchfabrik die entlang der Spree errichtet wurde. 1945 enteignet und als Reparation demontiert. Ab 1950 war hier das Volkseigene Bekleidungswerk Cottbus (BeWeCo), welches ab 1968 dem TKC angegliedert wurde. 1988 wurde es wieder VEB TUFA.
1990 wurde in Cottbus die Produktion von Streichgarn beendet. Hier ist heute nach Umgestaltung ein Gewerbepark.
Parzellenstraße 93

Fa. Gebr. Krüger, gegründet 1870, 1920 vom Tuchfabrikant Polscher übernommen, 1945 Fabrik zerstört (Parzellenstr. 93 / Bautzener Str.19)
Die Tuchfabrik Cottbus nutzte dann bis Anfang der 1960er Jahre die Räume für die Streichgarnspinnerei.
Inselstraße 26

Fa. Grünebaum & Kaufmann, gegründet 1876, Das Fabrikgebäude und die Nebengebäude erwarb 1882 Max Grünebaum vom Tuchfabrikanten C.G. Korschel.
Familie Grünebaum wurde im dritten Reich aus Deutschland vertrieben, die Fabrikgebäude nutzen heute die Akademie Wuppertal und das Landesamt für Bergbau und Geologie
Ostrower Straße 15/mit Villa (Ostrower Wohnpark 7)

Die seit 1862 bestehende Fabrik Adolf Ziesche wurde von Fa. Hasselbach & Westerkamp 1880 gekauft. Spätere Inhaber Max und Otto Hasselbach. (Söhne) 1925/26 wurde die Spinnerei erbaut und bis 1970 gehörte die Tuchfabrik zu den führenden Textilunternehmen in Cottbus. Sie wurde 1972 als letzte ein Volkseigener Betrieb. (VEB Volltuchfabrik) Erhalten ist noch die Spinnerei, der andere Teil wurde 1996/97 abgerissen für den Neubau Wohnpark Ostrow. Ein Teil der Spinnerei wurde als Einkaufsmarkt genutzt.
Villa um 1800 erbaut, Ersteigentümer Adolf Westerkamp, er bewohnt mit Christoph Hasselbach die Villa, Eigentümer ab 1926 E. Hasselbach, 1987/88 Grundsanierung, heute Sitz von Kanzleien
Am Amtsteich 18

Bauherr W. Cockerill, Zwischen 1830–1835 zur maschinellen Tucherzeugung erbaut, Ernst Rodig nahm 1835 den Spinnereibetrieb auf, ab 1840 gab es wechselnde Eigentümer der verschiedenen Tuch- und Maschinenbauunternehmen aus Cottbus. 1917 das Gebäude an die Stadt Cottbus verkauft, dann Zeitungsverlag, ab 1991 Museum für Natur und Umwelt
Ostrower Straße 14

Carl Loll, gegründet 1897 in der Ostrower Straße 14, Firma ist abgerissen,

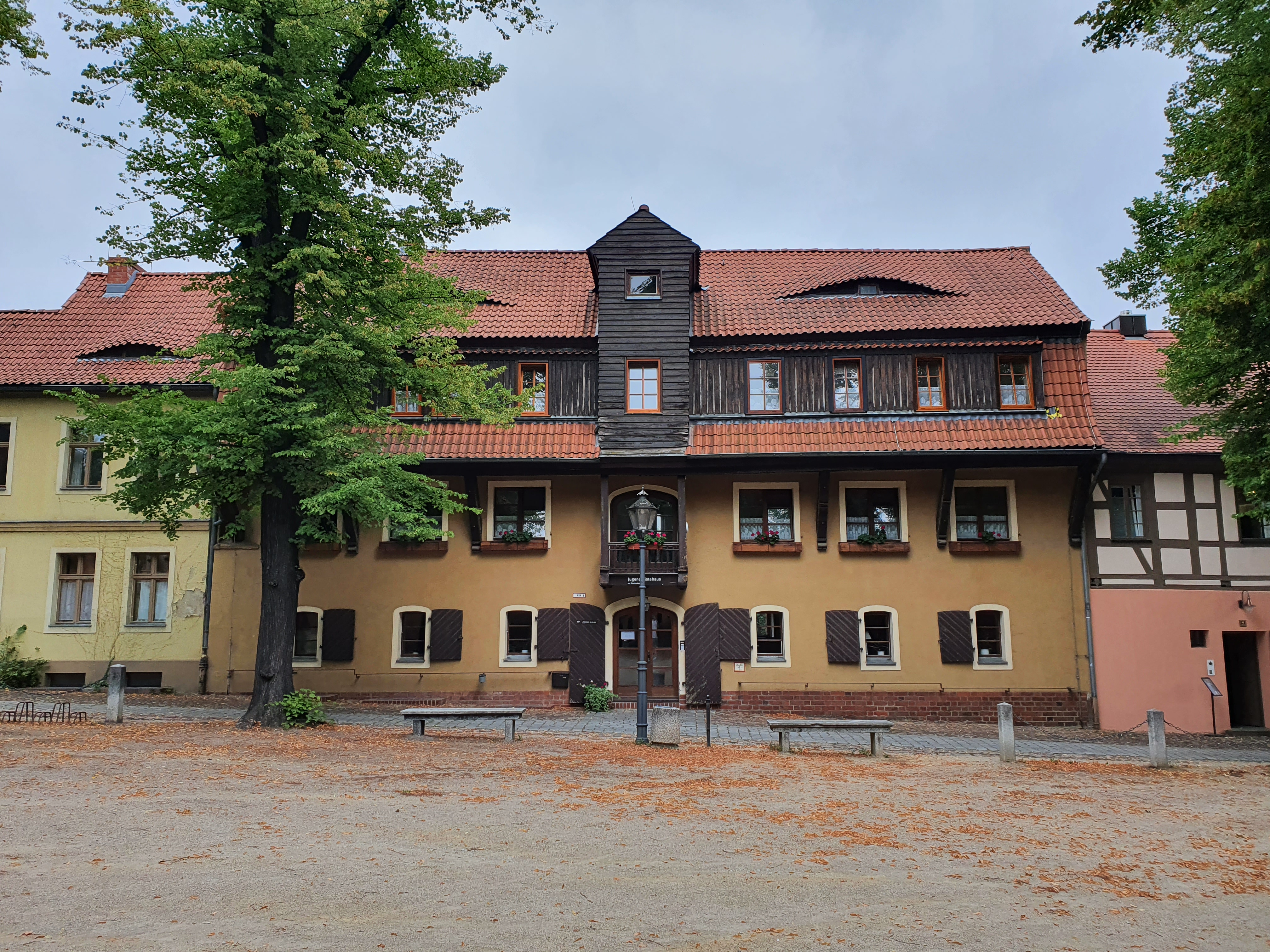
Klosterplatz 3
Um 1720 als Malzdarre für brauberechtigte Bürger errichtet. Ab 1751 diente das Haus dem Kaufmann J. Schmidt als Warenlager. Von 1842–1852 betrieb Heinrich Kittel hier eine Tuchfabrik. Dann wurde es wieder Lager und von 1876–1901 zur Felltrocknung genutzt. Zwischen 1934 und 1936 erfolgte ein Umbau zur Herberge, genutzt als Jugendherberge, 1990–1992 erfolgte eine Sanierung und Umgestaltung, weiterhin Jugendherberge.
Klosterplatz 5

Wohnhaus und Tuchfabrik, Seit 1823 war die Hausstelle im Besitz eines Fabrikanten, er ließ ein zweistöckiges Haus errichten. Ab 1842 hatte hier J. Samuel Kittel eine Tuchfabrik und J. Friedrich Schranke eine Spinnerei, ab 1851. Ab 1876 war Tuchfabrikant Hermann Zedler Eigentümer, dann war es wieder Wohnhaus. 1990 wurde das Objekt umgebaut und eine Gaststätte eingerichtet.
Brandenburger Platz 55 (ehemals Kaiser-Wilhelm-Platz)

1855 erbaut, Besitzer Tuchfabrikant Valte, Bebauung Wohnhaus, Verwaltungstrakt und Fabrikationsgebäude. 1876 gab es hier eine Dampfkesselexplosion mit Todesopfer. Neuer Nutzer wurde 1910 Emil Neumann. Im Jahr 2000 alles abgerissen, noch Freifläche.
Franz-Mehring-Straße (ehemals Pückler Str. 59)

1919 übernahm Berthold Herfarth die Tuchfabrik von Robert Förster. Ab 1945 führte Heinz Herfarth die Tuchfabrik, dann verstaatlicht und ab 1972 als VEB TUFA Cottbus firmiert. Die Fabrik wurde 1980 abgerissen, Fläche unbebaut.
Lieberoser Straße 35/36

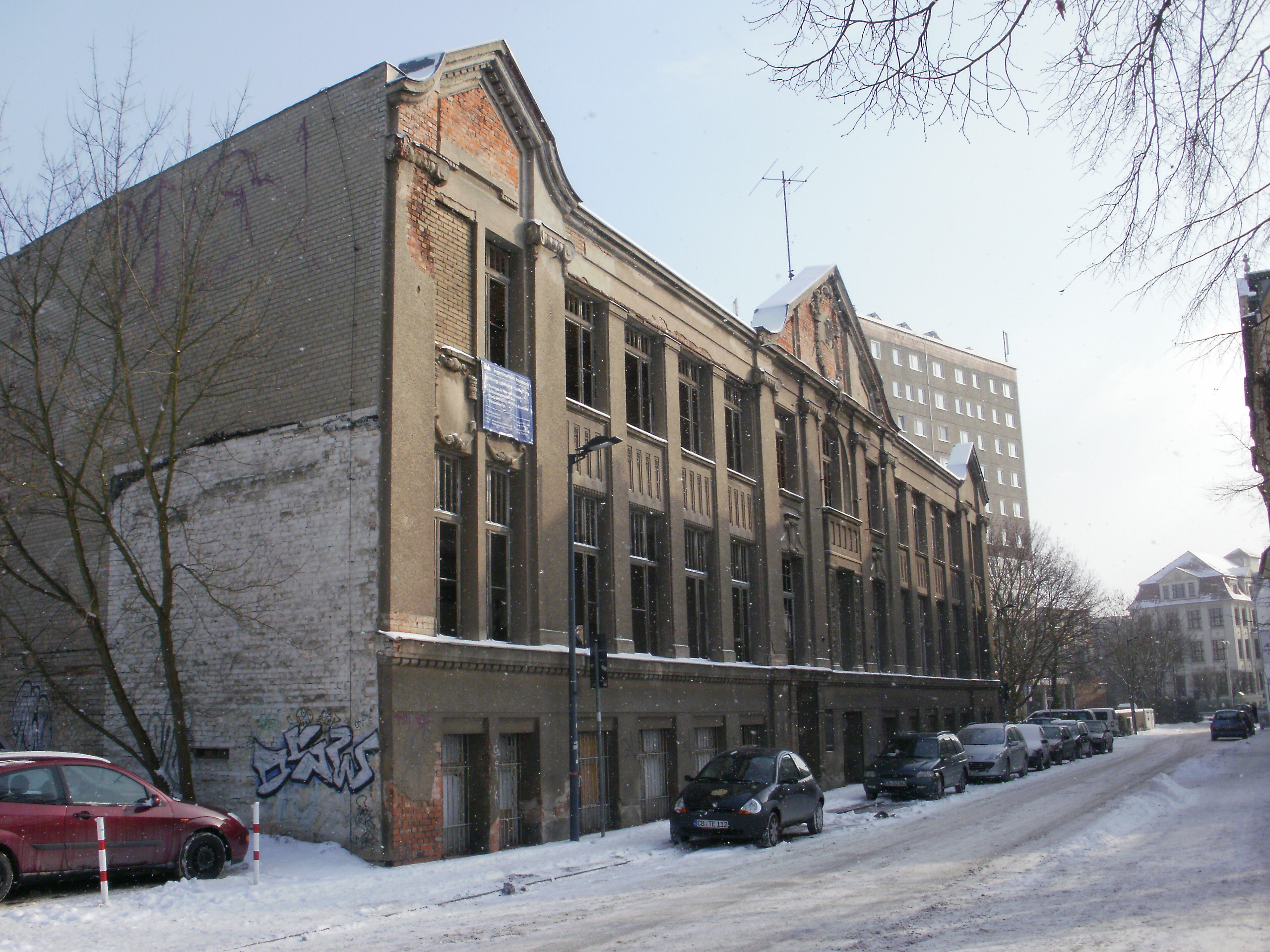
Lieberoser Straße 35–36

für den Tuchversandunternehmer W. Michovius 1911 erbaut.
Kontor, Lagerhaus und Fabrikgebäude. Das Unternehmen wurde von den Erben weitergeführt. Nach 1990 war hier Leerstand, seit 2012 erfolgen Sanierungsarbeiten, es sollen gut ausgestattete Wohnungen entstehen.

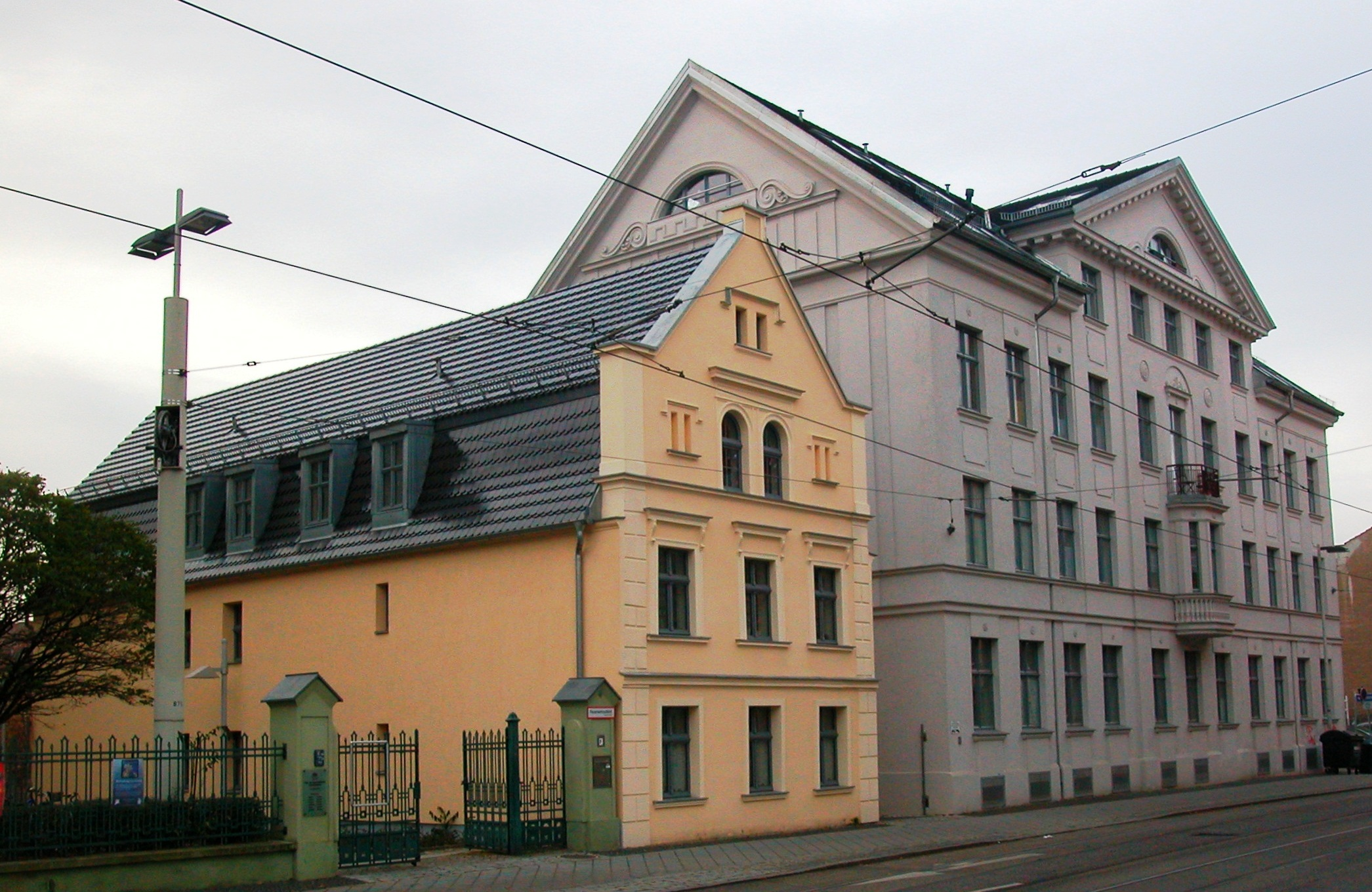
Berliner Straße 15/16
Teppichfabrik Otto Pietsch, 1861 wurde in der Dresdener Straße von Karl-Theodor Kühn eine Teppichfabrik gegründet. Die Fabrik ist 1872 abgebrannt und wurde in der Berliner Chausseestraße 34 neu errichtet. (Berliner Straße 15) 1873 übernahm Otto Pietsch die Fabrik (Vereinigte Smyrnaer Teppichfabrik AG). 1879 übernahm der Kaufmann Max Michaelis die von Kühn gegründete Teppichfabrik. Heute ist noch das vermutliche Wohn- und Produktionsgebäude erhalten. Die Teile sind saniert und es sind Wohnungen entstanden. Fabrikgebäude sind abgerissen.
Webschulallee, Webschule

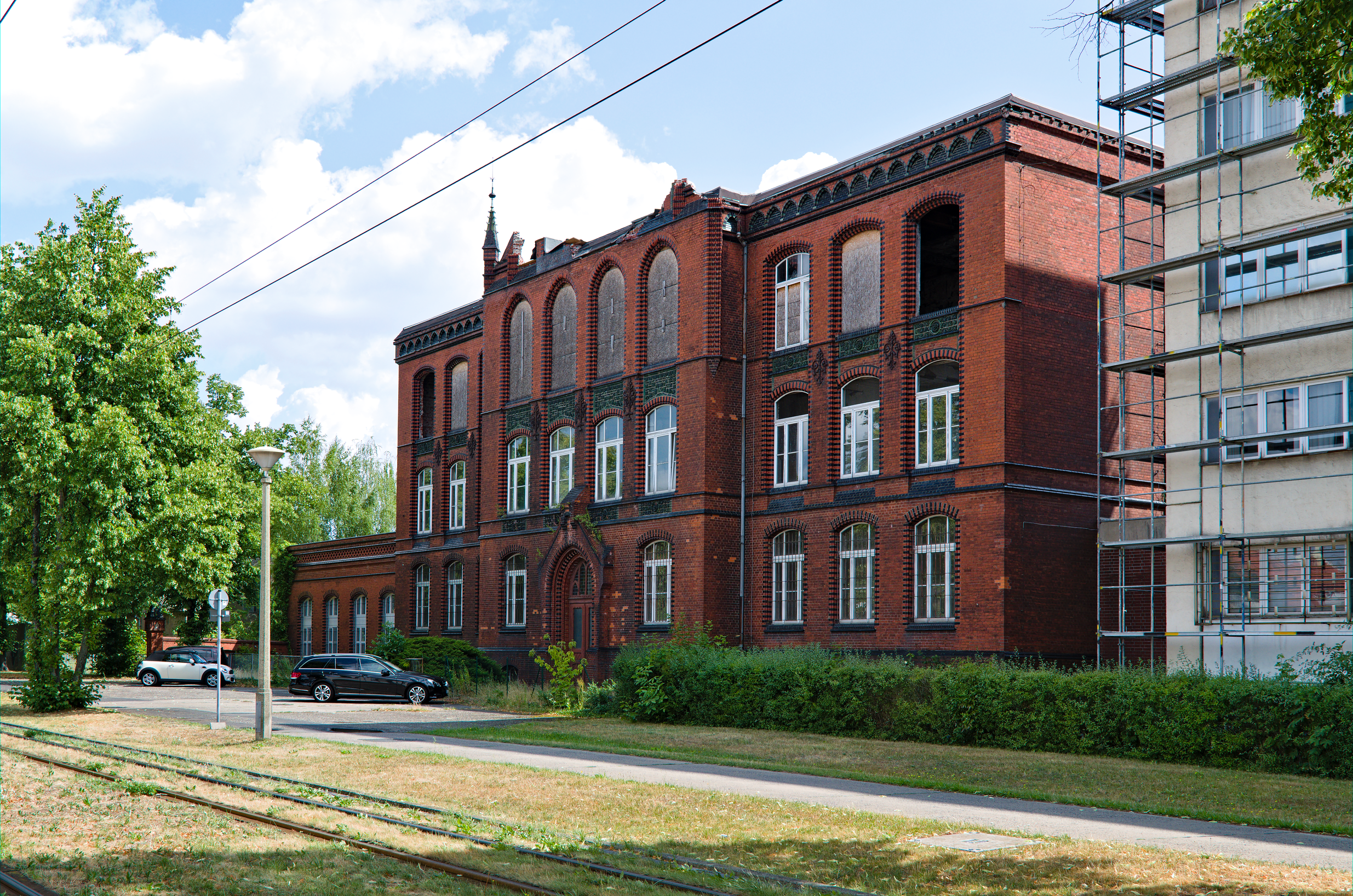
Webschule

Am 3. Juni 1898 wurde die Höhere Fachschule für Textilindustrie eingeweiht. Die Schule ließ der Fabrikantenverein erbauen. Bis 1945 wurde hier gelehrt, zwischen 1950 und 1951 wurde die Schule aufgelöst und das Gebäude von der BDVP genutzt. Aus Mangel an Reparaturleistungen zu DDR-Zeiten wurde ein Giebel abgerissen, nach dem Brand fiel ein großer Teil des Objektes den Flammen zum Opfer und wurde abgerissen. Nach Protesten soll das Gebäude wieder aufgebaut werden.
Textilkombinat Cottbus, Gerhart-Hauptmann-Straße

1969 fertig gestellt und bis 1989 produziert. Nach 1990 noch Teilnutzung, dann Abriss von Werkhallen. Heute Nutzung als Verbrauchermarkt, Büroräume und Nutzung für Kleinunternehmer, Gastronomie.

### Tuchfabrikanten, die in Vergessenheit geraten sind
In Cottbus gab es noch zahlreiche weitere Tuchfabrikanten. Die Angaben sind nicht vollständig, ihre Firmensitze existieren zum großen Teil nicht mehr oder können nicht genau zugeordnet werden. Einige von ihnen sind in der Aufstellung.
| Name                | Adresse                                              | Daten                          |
| ------------------- | ---------------------------------------------------- | ------------------------------ |
| Ernst Michaelis     | Ostrower Damm 12                                     | gegr. 1800, Abriss             |
| Otto Huckenbeck     | Kaiser-Wilhelm-Platz 51                              | Abriss                         |
| Wilhelm Eschenhagen | Ostrower Damm 23                                     |                                |
| Curt Bucht          | An der Sandower Brücke 1                             | gegr. 1905, Abriss             |
| Witaschek & Winkler | Pücklerstraße 55                                     | gegr. 1911, Abriss             |
| Adolf Stump         | Bautzener Str.52                                     | gegr. 1814, Abriss             |
| Max Prescher        | Parzellenstraße 26                                   | andere Nutzung                 |
| Fritz Lung          | Kaiser-Wilhelm-Platz 3                               | gegr. 1908, heute Wohnbebauung |
| Krüger & Hahn       | Jaegerbrücke 2                                       | gegr. 1894, Abriss             |
| Engelmann & Stephan | Bautzener Straße 5                                   | gegr. 1883, heute Wohnbebauung |
| Theodor Weinberger  | Ostrower Damm 19                                     |                                |
| Emil Warnitz        | Briesmannstraße 1                                    | Abriss, heute freie Fläche     |
| Paul Oheim          | Thiemstraße 140                                      | Gelände Carl-Thiem-Klinikum    |
| Max Meyer & Co.     | Pücklerstraße 57                                     | gegr. 1865, Abriss             |
| C. Max Lehmann      | Westaue 4                                            | gegr. 1910, heute Wohnbebauung |
| Otto Kleinert       | Anger 2                                              | gegr. 1922, heute Wohnbebauung |
| Karl Jeschke        | Pücklerstraße 57                                     | Abriss                         |
| Heinrich Hübner     | Sickingenstraße 23                                   |                                |
| Max Graper          | Thiemstraße 140                                      | Gelände Carl-Thiem-Klinikum    |
| Oscar Liersch       | Cottbus                                              |                                |
| Theodor Fröhner     | Bautzener Straße 157/59                              | gegr. 1929                     |
| Enno Reuschel       | Cottbus Madlow                                       | gegr. 1920                     |
| Kind & Koppe        | Bautzener Straße 47                                  | gegr.1895, Abriss              |
| Rudolf Fendius      | Burgstraße 25                                        | Wohnbebauung                   |
| Albert Jung         | An der Jaegerbrücke 2                                | gegr. 1900, Abriss             |
| Wilhelm Handrecke   | Parzellenstraße 5                                    | gegr. 1865, heute Wohnbebauung |
| Max Lehmann         | Wilhelm-Külz-Straße 15 (früher: Lausitzer Straße 15) | teilweise andere Nutzung       |

### Tuchfabrikanten, die nach 1945 einen Neuanfang in Westdeutschland unternahmen
- Polscher in Heide
- Grovermann in Augsburg
- Ephraim in Aachen
- Westerkamp in Düren
- Smyrna Teppiche in Hannover[30]